# Boléro (Ravel)

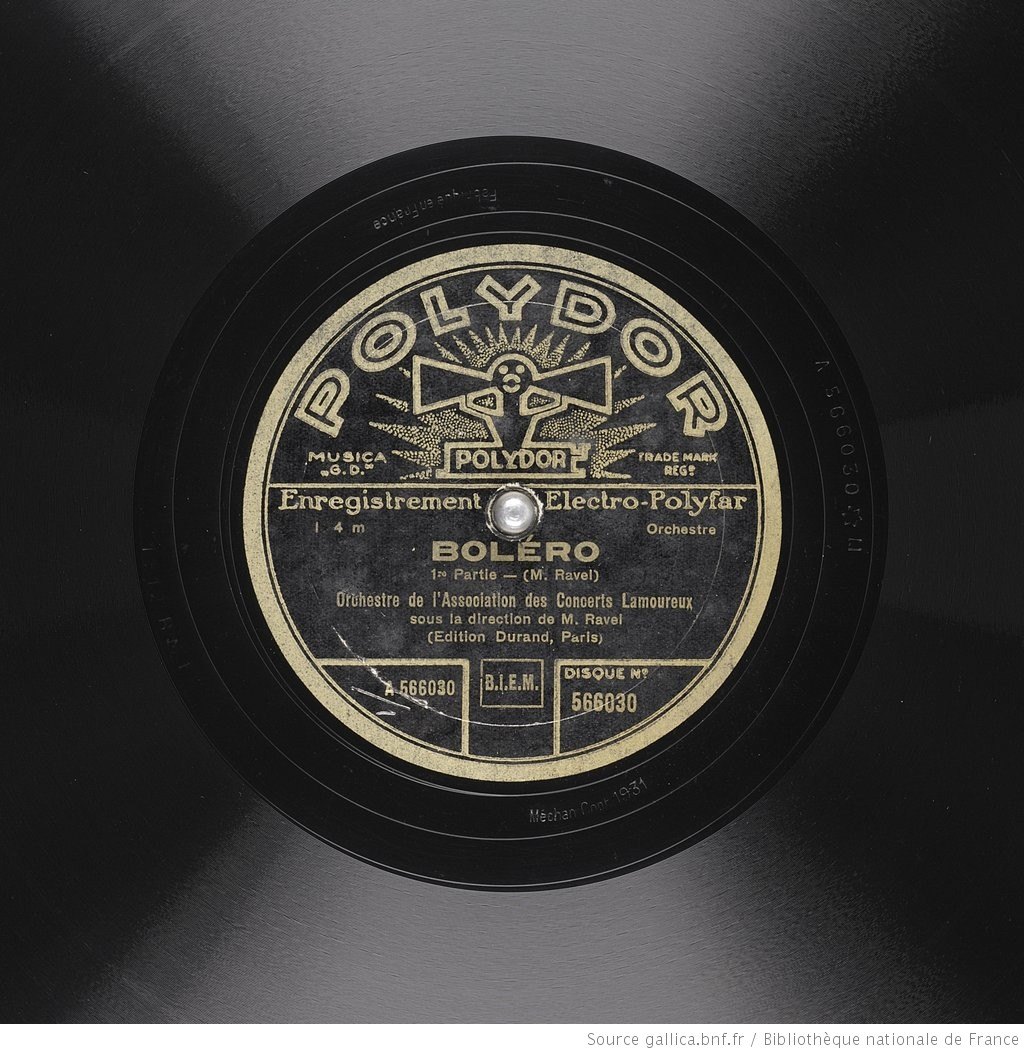
Boléro de Ravel, Orchestre de l'Association des Concerts Lamoureux, dirigé par Ravel lui-même, couverture du disque.

Vous lisez un « article de qualité » labellisé en 2007.
Pour les articles homonymes, voir Boléro (homonymie).
Le Boléro de Maurice Ravel est une musique de ballet pour orchestre en ut majeur composée en 1928 et créée le 22 novembre de la même année à l’Opéra Garnier par sa dédicataire, la danseuse russe Ida Rubinstein. Mouvement de danse au rythme et au tempo invariables, à la mélodie uniforme et répétitive, le Boléro de Ravel tire ses seuls éléments de variation des effets d’orchestration, d’un crescendo graduel et, in extremis, d’une courte modulation en mi majeur.
Cette œuvre singulière, que Ravel disait considérer comme une simple étude d’orchestration, a connu en quelques mois un succès planétaire qui en a fait son œuvre la plus célèbre et, de nos jours encore, une des pages de musique savante les plus jouées dans le monde. Mais l'immense popularité du Boléro tend à masquer l'ampleur de son originalité et les véritables desseins de son auteur.
L'œuvre porte la référence M.81, dans le catalogue des œuvres du compositeur établi par le musicologue Marcel Marnat.

## Histoire

### Contexte
Le Boléro est une des dernières œuvres écrites par Maurice Ravel avant l'atteinte cérébrale qui le condamna au silence à partir de 1933. Seuls l'orchestration du Menuet antique (1929), les deux concertos pour piano et orchestre pour la main gauche (1929–1930) et en sol majeur (1929–1931) et les trois chansons de Don Quichotte à Dulcinée (1932–1933) lui sont postérieurs.
Année faste pour la musique, 1928 vit aussi la naissance du Quatuor à cordes no 4 de Bartók, du Quatuor à cordes no 2 de Janáček, du Concerto pour clarinette de Nielsen, de la Symphonie no 3 de Prokofiev, des Variations pour orchestre de Schönberg, du Baiser de la fée et d'Apollon musagète de Stravinsky.

### Conception

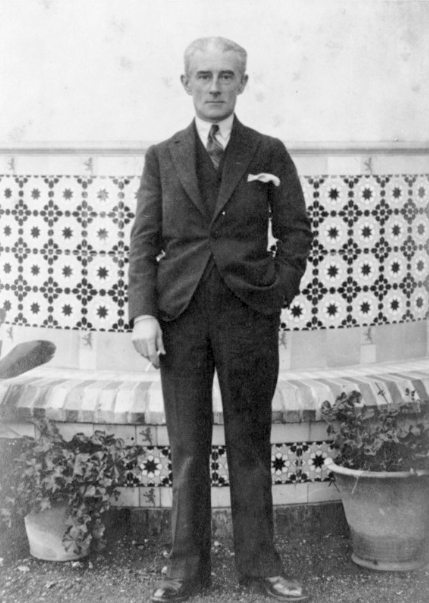
Maurice Ravel, ici à Malaga au cours d'une tournée de concerts en novembre 1928, s'inspira de la musique espagnole dans plusieurs de ses œuvres, dont le Boléro est l'exemple le plus célèbre.

Le Boléro est une œuvre de commande. À la fin de 1927, Ravel, dont la réputation était depuis longtemps internationale, venait d’achever sa Sonate pour violon et piano et s'apprêtait à effectuer une tournée de concerts de quatre mois aux États-Unis et au Canada quand son amie et mécène Ida Rubinstein, ancienne égérie des Ballets russes de Diaghilev, lui demanda un « ballet de caractère espagnol » qu’elle comptait représenter avec sa troupe à la fin de 1928,. Ravel, qui n’avait plus composé pour le ballet depuis La Valse en 1919 et dont les derniers grands succès scéniques remontaient à Ma mère l'Oye et aux Valses nobles et sentimentales en 1912, fut enthousiasmé par cette idée et envisagea d'abord, en accord avec sa dédicataire, d’orchestrer six pièces extraites de la suite pour piano Iberia du compositeur espagnol Isaac Albéniz. Mais à la fin de juin 1928, alors qu’il avait commencé le travail (le ballet devait au départ s’appeler Fandango), il fut averti par son ami Joaquín Nin que les droits d’Iberia étaient la propriété exclusive d'Enrique Arbós, directeur de l'orchestre symphonique de Madrid et ancien disciple d’Albéniz, et qu'ils étaient déjà en cours d'exploitation pour un ballet destiné à La Argentina. D'abord sceptique, Ravel pris au dépourvu pensa à contrecœur abandonner ce projet. Joaquín Nin témoigna de la déception de Ravel :

« Le ballet comme le scénario et la musique étaient couverts et protégés par un formidable réseau de traités, de signatures et de copyright invulnérables. Personne au monde – sauf ce cher Enrique Arbós – ne pouvait s’attaquer aux Iberia d’Albéniz. […] Ravel ne cachait plus son mécontentement : “Ma saison est fichue”, “Ces lois sont idiotes”, “J’ai besoin de travailler”, “Orchestrer les Iberia c’était un amusement pour moi”, “Qui est-ce donc cet Arbós ?”, “Et quoi dire à Ida ?... Elle sera furieuse…” et ainsi de suite toute la journée. J’ai rarement vu Ravel plus nerveux et plus contrarié. »

Apprenant l’embarras de son confrère, Arbós aurait proposé de lui céder gracieusement ses droits sur Iberia, mais Ravel avait déjà changé d'idée. Il était revenu à un projet expérimental qui avait germé en lui quelques années plus tôt : « Pas de forme proprement dite, pas de développement, pas ou presque pas de modulation ; un thème genre Padilla, du rythme et de l’orchestre », écrivit-il à Nin durant l’été 1928. Pour ce qui est du rythme, le fandango initial laissa la place à un boléro, autre danse traditionnelle andalouse. La naissance présumée de la mélodie est rapportée dans le témoignage d'un confrère et ami de Ravel, Gustave Samazeuilh, qui lui rendit visite à Saint-Jean-de-Luz à l’été 1928. Il raconta comment le compositeur, avant d’aller nager un matin, lui aurait joué un thème avec un seul doigt au piano en lui expliquant :

« Mme Rubinstein me demande un ballet. Ne trouvez-vous pas que ce thème a de l’insistance ? Je m'en vais essayer de le redire un bon nombre de fois sans aucun développement en graduant de mon mieux mon orchestre. »

L'éditeur de musique Jacques Durand, réjoui que Ravel compose une œuvre entièrement nouvelle, pressa le compositeur d'achever le ballet pour le début de la saison 1928-1929. Ravel composa son Boléro entre juillet et octobre 1928, et le dédia à sa commanditaire Ida Rubinstein, laquelle se félicita de la rapidité de Ravel :

« Le troisième divertissement est le Bolero, de Maurice Ravel, qu’il orchestra spécialement pour moi. Quelle étonnante facilité de travail chez Ravel : commencé en juillet, son ouvrage était achevé en octobre. »

### Premières auditions

#### Au théâtre

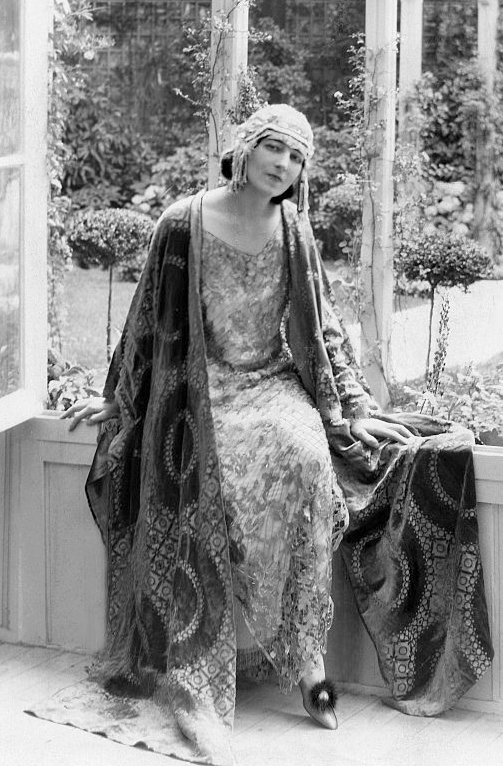
Ida Rubinstein, danseuse et riche mécène russe, fut l'inspiratrice du Boléro. Elle créa l’œuvre le 22 novembre 1928 et en reçut la dédicace. Portrait anonyme de 1922.

Le ballet, baptisé simplement Boléro, fut créé le 22 novembre 1928 au théâtre national de l’Opéra sous la direction de Walther Straram. Le spectacle, assuré par l'orchestre Straram et les ballets d'Ida Rubinstein, comportait trois divertissements chorégraphiques en première représentation : dans l'ordre Les Noces de Psyché et de l'Amour, sur une orchestration par Arthur Honegger du Prélude et fugue en do majeur, BWV 545, de Bach, La Bien-aimée, adaptée de thèmes de Schubert et Liszt par Darius Milhaud, enfin Boléro sur la musique originale de Maurice Ravel. La chorégraphie de Boléro était l'œuvre de Bronislava Nijinska. Alexandre Benois avait conçu les costumes et les décors, ces derniers confiés pour leur exécution à Oreste Allegri. Sur fond de bar espagnol, Ida Rubinstein, accompagnée de 20 danseurs parmi lesquels Viltzak, Dolinoff, Lapitzky et Ungerer, exécuta une chorégraphie très sensuelle, dont l'uniformité et l'intensité suivaient celles de la musique « avec la monotonie de l'obsession ». Le musicologue Henri de Curzon décrivit la première en ces termes :

« Une posada, à peine éclairée. Le long des murs, dans l’ombre, des buveurs attablés, qui causent entre eux ; au centre, une grande table, sur laquelle la danseuse essaie un pas. Avec une certaine noblesse d’abord, ce pas s’affermit, répète un rythme… Les buveurs n’y prêtent aucune attention, mais, peu à peu, leurs oreilles se dressent, leurs yeux s’animent. Peu à peu, l’obsession du rythme les gagne ; ils se lèvent, ils s’approchent, ils entourent la table, ils s’enfièvrent autour de la danseuse... qui finit en apothéose. Nous étions un peu comme les buveurs, ce soir de novembre 1928. Nous ne saisissions pas d’abord le sens de la chose ; puis nous en avons compris l’esprit. »

L'Opéra Garnier fit salle comble pour la première, qui attira notamment Diaghilev, Stravinsky, Misia Sert, la princesse de Polignac et Maïakovski. Si Diaghilev, qu'Ida Rubinstein n'avait pas invité, critiqua sévèrement les décors, la chorégraphie et la prestation de son ancienne danseuse, la création du ballet valut tant à l'œuvre qu'à son auteur un accueil très enthousiaste de la critique parisienne (voir infra). Ravel, alors en tournée au Portugal et en Espagne avec la cantatrice Madeleine Grey et le violoniste Claude Lévy, n'assista pas à la création et ne revint que pour la troisième représentation, le 29 novembre. Boléro fut redonné par les ballets de Rubinstein, chaque fois avec un grand succès public, en décembre à Bruxelles puis, en 1929, à Monte-Carlo en janvier, à Vienne en février', à Milan en mars, à nouveau à Paris en mai, sous la direction de Ravel lui-même et en présence de Prokofiev,, puis à Londres en juillet 1931,. Ravel lui-même fut invité à diriger l'orchestre. Le musicologue Willi Reich, qui assista à la représentation viennoise en 1929, rapporta :

« Avec une indifférence quasi démoniaque, Ida Rubinstein tournoyait sans arrêt, dans ce rythme stéréotypé, sur une immense table ronde d'auberge, cependant qu'à ses pieds les hommes exprimant une passion déchaînée, se frappaient jusqu'au sang. Ravel lui-même était au pupitre, soulignant par ses gestes brefs et précis l'élément automatique de l'action scénique, gestes moins appropriés à conduire l'orchestre qu'à exprimer l'immense tension intérieure de la composition. Jamais je n'ai vu un homme vivre plus intensément la musique, sous une apparence placide, que Maurice Ravel conduisant son Boléro ce soir-là. »

#### Au concert

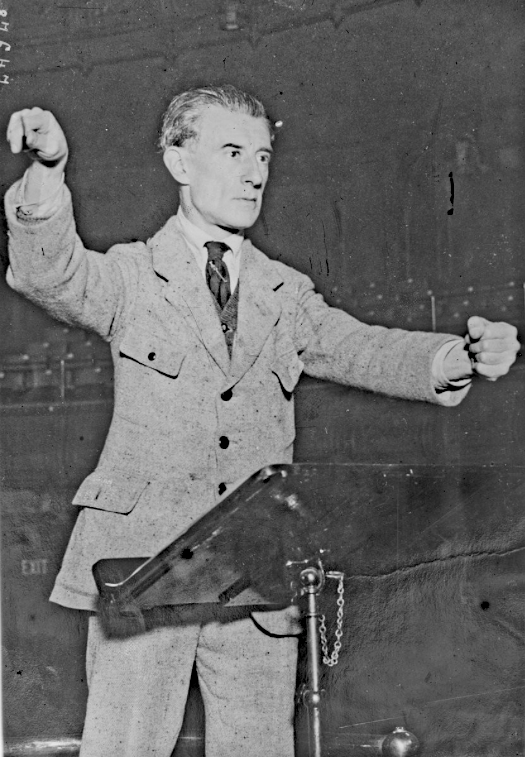
Ravel dirigea lui-même à plusieurs reprises son Boléro dont il exigeait un tempo rigoureusement fixe.
Cliché pris en 1923 au Queen's Hall, Londres.

La version de concert du Boléro fut créée par le New York Philharmonic au Carnegie Hall à New York le 14 novembre 1929, sous la direction d'Arturo Toscanini, et reprise le 6 décembre de la même année par Serge Koussevitzky à la tête du Boston Symphony orchestra,. La création new-yorkaise fut triomphale et la critique du New York Times, signée par Olin Downes, fut dithyrambique pour Ravel dont fut notée « l'orchestration extraordinaire ». Fait exceptionnel pour une œuvre récente, le Boléro fut joué en rappel, hors programme, dès décembre 1929. De fait, le succès du Boléro aux États-Unis fut inhabituellement rapide pour une œuvre de musique symphonique, au point qu'on envisagea de le mettre en paroles pour en faire un chant populaire. En France, la première audition du Boléro au concert eut lieu salle Gaveau le 11 janvier 1930 par les Concerts-Lamoureux, Albert Wolff laissant Ravel lui-même diriger l'orchestre et créer le même jour l'orchestration de son propre Menuet antique,,.
Libérée des contraintes scéniques, l'œuvre passa au répertoire des plus grands chefs d'orchestre de l'époque : Wilhelm Furtwängler, Serge Koussevitzky, Clemens Krauss, Willem Mengelberg, Pierre Monteux, Leopold Stokowski et Arturo Toscanini, notamment, l'inscrivirent à leur programme et le jouèrent dans le monde entier, suscitant un engouement public considérable,,. Ravel en fut le premier étonné, lui qui avait espéré que son œuvre serait, au moins, « un morceau dont ne s’empareraient pas les concerts du dimanche ». Les chefs d’orchestre, qui y voyaient un terrain de travail propice en même temps qu’une source facile de gloire, s’emparèrent vite du Boléro et tentèrent, pour certains, de lui laisser leur empreinte, ce qui ne fut pas du goût du compositeur. Lors d'un concert à l'Opéra Garnier le 4 mai 1930, le grand maestro italien Arturo Toscanini, à la tête de l'orchestre philharmonique de New York, prit la liberté d’exécuter le Boléro deux fois plus vite que prescrit et avec un accelerando final,',,. Cette représentation, dont le triomphe eut un écho jusqu'aux États-Unis, contraria Ravel au point qu'il refusa de se lever à l'ovation et s’expliqua avec le chef d'orchestre dans les coulisses,. Toscanini aurait poussé l’affront jusqu’à lui expliquer : « Vous ne comprenez rien à votre musique. C’était le seul moyen de la faire passer ». Ravel, qui admirait Toscanini, regretta plus tard cette altercation, mais les deux hommes ne se rencontrèrent plus jamais. Par la suite, certains chefs d'orchestre, dont Philippe Gaubert, laissèrent la baguette à Ravel lui-même quand le Boléro figurait au programme.

#### Au disque
Le Boléro fut gravé sur 78 tours et radiodiffusé dès 1930, ce qui contribua à le diffuser, en quelques mois, dans le monde entier. Ravel lui-même en supervisa cette année-là un enregistrement sous sa direction avec les Concerts-Lamoureux, dont il se déclara très satisfait, et qui fut considéré dès l'époque comme celui fixant le mieux ses intentions : Wilhelm Furtwängler notamment l'utilisa comme référence quand il dirigea l'œuvre à Berlin en novembre 1930.

### Accueil critique
Le Boléro reçut un accueil largement favorable de la presse nationale au lendemain de sa création. Sous la plume d'Henry Malherbe, Le Temps parla dès le 24 novembre 1928 d'un « chef-d'œuvre véritable » et d'un « exercice d'une virtuosité instrumentale sans seconde » ; Le Figaro souligna les « dons singuliers » de Ravel et estima que ce nouvel opus ajoutait « à l'œuvre d'un de nos compositeurs les mieux réputés, quelques pages vivantes, colorées, lancinantes, narquoises aussi, avec une expression supérieure d'indifférence feinte et d'ardeur masquée qui est le comble de l'art vainqueur » ; pour Le Matin, « le synchronisme étroit de la danse et des intentions de la musique produit une puissante impression » ; dans Comœdia, Pierre Lalo, jadis très virulent envers la musique de Ravel, jugea que « la seule sonorité de l'orchestre de M. Ravel est un plaisir. Ce n'est pas que son Bolero soit grand'chose, mais le musicien y paraît dès la première mesure », avant de conclure que « la valeur de la chose écrite dépend de la valeur de l'homme qui l'écrit » ; dans Excelsior, Émile Vuillermoz fit l'éloge de l'orchestration de Ravel : « Toute l'habileté de notre rhétorique classique serait incapable de nous faire accepter vingt variations rythmiques, mélodiques et contrapuntiques sur un thème de ce genre. Ravel a trouvé le moyen non seulement d'éviter toute monotonie, mais d'éveiller jusqu'au bout un intérêt toujours croissant, en répétant vingt fois (sic) son thème comme un motif de frise, en demandant à la seule magie de la couleur vingt changements d'éclairage qui nous conduisent, émerveillés, d'un bout à l'autre de ce paradoxe musical. Il n'y a pas, dans toute l'histoire de la musique, un exemple d'une virtuosité pareille » ; dans Candide, le même Vuillermoz ajouta quelques jours plus tard qu'il voyait dans le Boléro « le triomphe de la maîtrise technique » et « un tour de force éblouissant » ; enfin pour Jane Catulle-Mendès, dans La Presse : « Boléro, argument et musique de M. Maurice Ravel, est un délice d'élégance, d'art choisi et délicat, un bibelot musical ravissant. Presque rien. Un danseur qui bondit, une phrase de plus en plus amplifiée qui l'inspire et le soulève. Et c'est parfait. »
Quelques critiques furent plus nuancées. Dans L'Écho de Paris, le musicographe Adolphe Boschot jugea : « le Boléro, malgré un pittoresque décor, est un petit rien qui dure trop longtemps. Une vingtaine de mesures se répètent plus de cent ou deux cents fois (sic)... Heureusement pour M. Maurice Ravel, il a écrit d'autres œuvres. Quant à la danse, elle évoque une Espagne bien languissante ». Pour Raoul Brunel dans L'Œuvre, « Rien de ce qu'écrit ce grand musicien n'est indifférent. Mais, cette fois, il semble avoir voulu tenir une gageure. (...) C'est un jeu curieux, mais ce n'est qu'un jeu ».
Dans les années 1930, Florent Schmitt, ancien condisciple de Ravel, s'est montré particulièrement sévère avec le Boléro, alors qu'il estimait profondément le reste de l'œuvre de son confrère. Dans sa chronique musicale du Temps il critiqua à plusieurs reprises « cet inexplicable boléro tombé du purgatoire un jour de pluie, expression parfaitement adéquate de la commande pressée, erreur unique dans la carrière de l'artiste le moins sujet à l'erreur », le qualifia de « seule tache dans une collection unique » et affirma qu'il aurait « préféré, pour la gloire de Ravel, qu'il négligeât de [l]'écrire ». En 1939 encore, parlant des droits d'exclusivité dont avait joui Paul Wittgenstein sur le Concerto pour la main gauche, il déplora « que Ravel, qui s'entendait mal aux affaires, n'ait pas songé à lui offrir en otage son Boléro — dont la privation nous eût été moins amère ».

## Musique
D’après Ravel, « c’est une danse d’un mouvement très modéré et constamment uniforme, tant par la mélodie que par l’harmonie et le rythme, ce dernier marqué sans cesse par le tambour. Le seul élément de diversité y est apporté par le crescendo orchestral ».

### Structure générale
D'un seul mouvement, long de 340 mesures, le Boléro est divisé par Ravel en dix-huit sections numérotées de [1] à [18] (pour les besoins de la description, une section [0] implicite est rajoutée ci-après) qui correspondent à autant de séquences analogues. Le matériau, fort réduit, consiste en une unique cellule rythmique de deux mesures, constamment répétée, sur laquelle viennent se greffer, de façon séquentielle, deux mélodies de seize mesures chacune, elles-mêmes répétées selon un schéma précis.
L'architecture de l'œuvre, « si transparente au premier coup d'œil qu'elle n'appelle aucun commentaire », explique Claude Lévi-Strauss, « narre sur plusieurs plans simultanés une histoire en réalité fort complexe, et à laquelle il lui faut donner un dénouement ». Après une introduction de deux mesures rythmiques, chaque section de [0] à [17] comporte, dans cet ordre, une ritournelle de deux mesures où le rythme ressort au premier plan, et seize mesures de mélodie, séquentiellement un thème A et un contre-thème B présentés neuf fois chacun. La section [18] résout la neuvième et dernière entrée du contre-thème B. Introduite sans la ritournelle, elle est la seule à offrir une variation du phrasé thématique, à la fois tonale (mi majeur) et mélodique, sur huit mesures, après quoi le Boléro s'achève dans le ton principal d’ut majeur par deux fois deux mesures de ritournelle et deux mesures conclusives.

### Le tempo
Réclamé Tempo di Bolero moderato assai (tempo de boléro très modéré), le tempo du Boléro est nettement inférieur à celui de la danse andalouse traditionnelle. Le compositeur semble avoir longtemps hésité sur l'indication métronomique exacte à donner à son œuvre :
- le manuscrit original de 1928 ne comporte aucune indication de tempo et de mouvement de la main de Ravel. D'après les travaux de François Dru, la mention Tempo di Bolero moderato assai et l'indication métronomique  = 76 ont été rajoutées au crayon par Lucien Garban lors des corrections effectuées avec Ravel en vue de la première édition, en 1929[81] ;
- la première édition de la partition d'orchestre (Durand et Cie Éditeurs, D.&F. 11779, 1929) porte l'indication métronomique  = 76. Il en est de même pour le manuscrit autographe de la réduction pour piano à 4 mains[82]. Avec un tel tempo, le Boléro ne dépasserait pas une durée de treize minutes et trente secondes ;
- la seconde édition de la partition d'orchestre (D.&F. 11839, 1929) indique un tempo réduit à  = 72, donnant pour l'œuvre une durée théorique de quatorze minutes et dix secondes ; si l'on en croit le compte-rendu que fit Diaghilev au lendemain de la première, selon lequel Ravel durait « 14 minutes »[27], c'est avec ce tempo que l'œuvre a été créée en 1928 ;
- sur son propre exemplaire de l'édition D.&F. 11779, Ravel a corrigé à la main l'indication métronomique pour la réduire à  = 66[81],[N 26]. Il a confirmé ce choix à Lucien Garban dans une lettre datée du 22 août 1931[84]. Curieusement, il semble qu'il n'ait jamais demandé à son éditeur d'effectuer la correction ;
- l’enregistrement effectué par Ravel en 1930, qu'il a affirmé à plusieurs reprises être conforme à ses souhaits[57],[62], dure presque exactement seize minutes, ce qui donne un tempo de  = 64. En outre, dans un entretien donné en 1931, Ravel a indiqué que le Boléro durait « dix-sept minutes »[85], confirmant ainsi qu'il désirait un tempo significativement plus bas que celui indiqué sur l'édition originale de 1929 ;
- la version la plus courte enregistrée est celle de Leopold Stokowski avec The All American Youth Orchestra en 1940 : douze minutes, soit  = 84[86] ;
- la palme de la longueur revient à Pedro de Freitas Branco qui, avec l’Orchestre national de la Radiodiffusion française en 1953, dépasse les dix-huit minutes et trente secondes, soit  = 54[87].

### Le rythme
Le rythme adopté par Ravel est un boléro caractéristique à trois temps (). La cellule rythmique du Boléro comporte deux mesures, la seconde étant une répétition de la première avec une variation minime dans le troisième temps.
Le rythme joue un rôle fondamental dans l'œuvre et associe deux motifs superposés, :
- Le motif principal consiste en une alternance de croches et de triolets de doubles croches : {croche-triolet, croche-triolet, croche-croche} dans la première mesure, {croche-triolet, croche-triolet, triolet-triolet} dans la seconde. Scandé ostinato dès la première mesure par le premier tambour d'orchestre (aujourd'hui souvent remplacé par la caisse claire), rejoint tardivement par le second tambour à partir de la section [16], il est soutenu dès la section [1] (21e mesure) par une pédale de dominante (sol) invariable, confiée alternativement à différents instruments durant tout le reste de l'œuvre, les huit mesures du passage modulé et les deux ultimes mesures exceptées.
- Le motif secondaire sous-tend le principal dont il est une réplique simplifiée : {noire, noire, noire} dans la première mesure, {noire, noire, croche-croche} dans la seconde. Il est donné dès la première mesure par les pizzicati des altos et des violoncelles. Il est intimement lié à la mélodie, affirmant la tonalité d’ut majeur durant tout le morceau en faisant correspondre le premier temps à la tonique do et les deuxième et troisième temps à la dominante sol. Confié principalement aux cordes, il est progressivement amplifié, avec un renforcement harmonique par d'autres instruments sur les deuxième et troisième temps à partir de la section [2] (39e mesure).

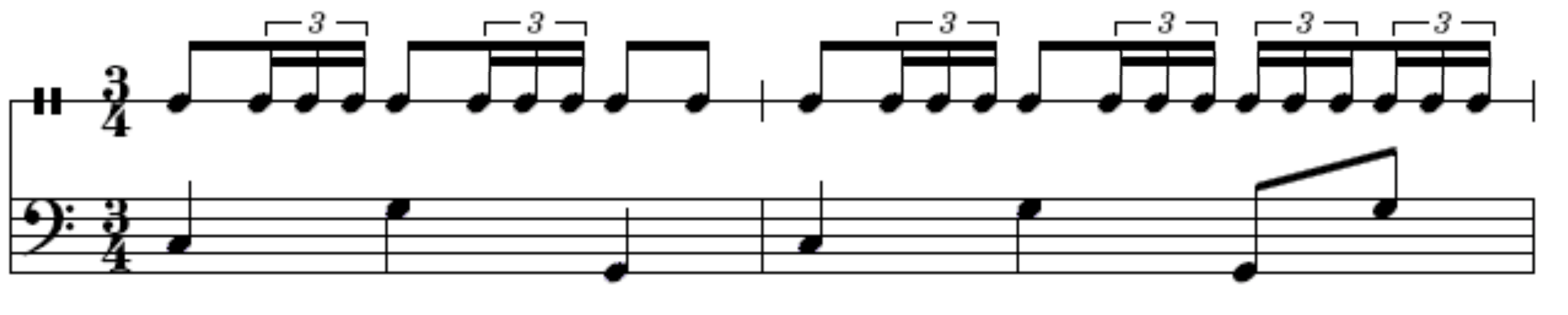
Cellule rythmique du Boléro de Ravel.
Le motif rythmique principal, en haut, est donné par la caisse claire sans aucune variation durant toute l'œuvre, sauf dans les deux dernières mesures où il s'interrompt brutalement. Le motif rythmique secondaire, en bas, ici simplifié sur une seule portée d'après Serge Gut, joue également un rôle tonal en martelant une double pédale de tonique (do) - dominante (sol) tout au long du morceau.

### La mélodie
La mélodie du Boléro est entièrement diatonique. Elle comprend deux thèmes de seize mesures, subdivisés en un antécédent et un conséquent de huit mesures chacun. Son caractère incantatoire participe à la célébrité du Boléro, mais la structure relativement complexe des thèmes mélodiques a fait remarquer au musicologue Émile Vuillermoz que : « l’homme de la rue se donne la satisfaction de siffler les premières mesures du Boléro, mais bien peu de musiciens professionnels sont capables de reproduire de mémoire, sans une faute de solfège, la phrase entière qui obéit à de sournoises et savantes coquetteries ».

#### Thème A
Le thème A est vierge de toute altération. Son ambitus est d’une neuvième majeure (de do3 à ré4 pour la flûte). La mélodie, très conjointe et richement syncopée, commence sur la tonique aiguë, descend d’abord en arabesque sur la dominante, puis, reprenant plus haut sur la sus-tonique, redescend en ligne sinueuse vers la tonique grave, semblant vouloir déborder de son cadre.

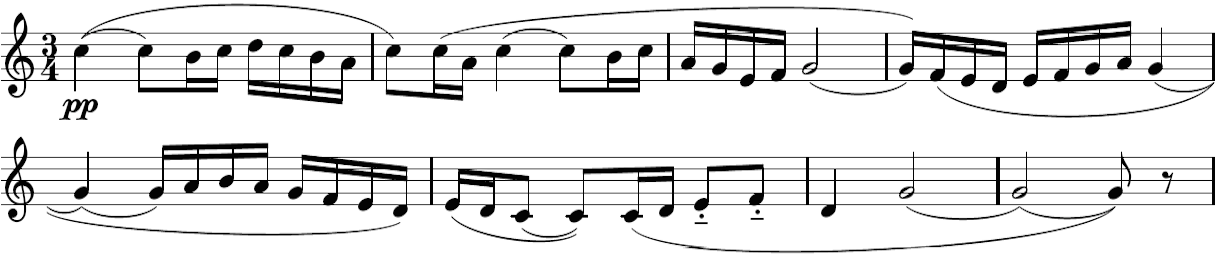
Antécédent du thème A, à la 1re flûte, de la tonique (do) à la dominante (sol), section [0] (mesures 5 à 12).

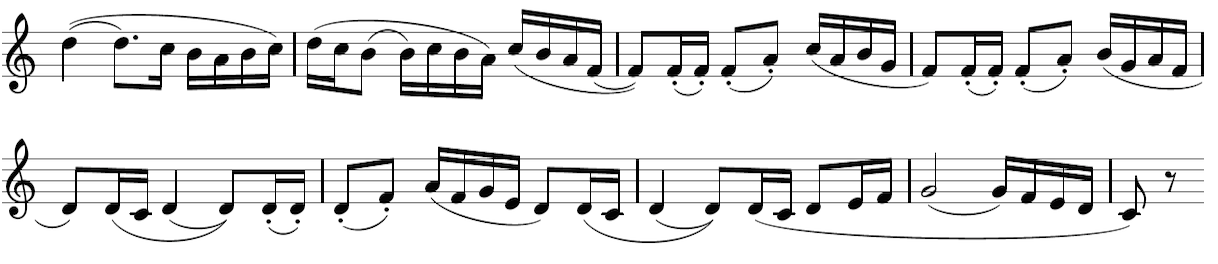
Conséquent du thème A, section [0] (mesures 13 à 21).

#### Thème B
Le thème B a la même structure que le thème A. Son ambitus, de deux octaves et un demi-ton (soit une seizième mineure, de do2 à ré bémol4 pour le basson) est bien plus considérable. Très altéré, il approche le ton de la sous-dominante (fa) mineure sans jamais moduler, l'harmonie de l'accompagnement restant, par ailleurs, constamment construite sur l'accord de tonique. Le climax de la mélodie est atteint dans l'antécédent, avec la répétition insistante, neuf fois consécutives, de la note ré bémol, à la suite de quoi, par mouvements progressifs et conjoints, suggérant des modes exotiques (gamme andalouse), la mélodie suit une lente descente sur plus de deux octaves. Le conséquent du thème B, à l'octave inférieure, utilise les degrés de la gamme symétrique de do majeur en allant vers le grave. Le thème B offre ainsi une image en miroir du thème A, dont il est un contre-thème.

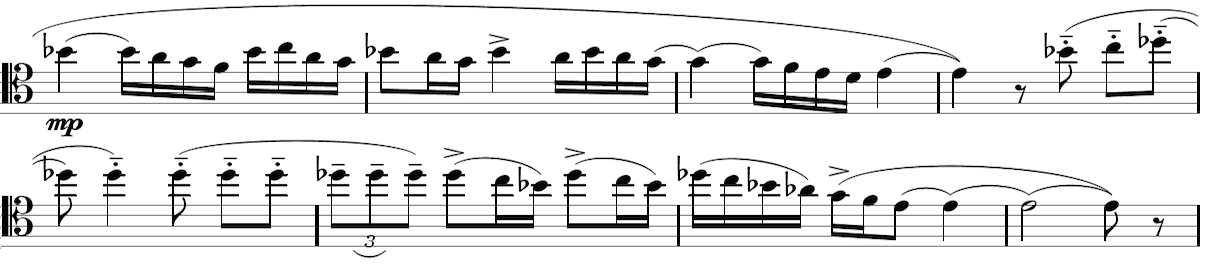
Antécédent du thème B, au basson, section [2] (mesures 41 à 48).

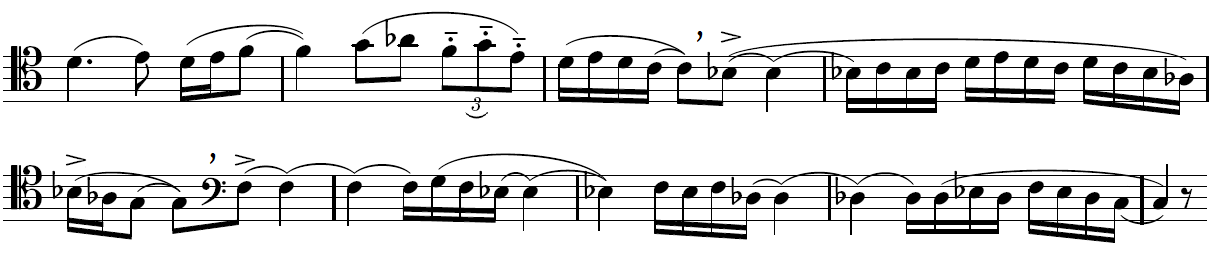
Conséquent du thème B, au basson, langoureuse descente toujours retardée en mode de mi sur do, section [2] (mesures 49 à 57).

#### Modulation
À sa neuvième et dernière exposition, le contre-thème s'interrompt à sa treizième mesure, où la note sol est tenue pendant quatre temps et demi avant d'aiguiller, via une redite du premier motif du conséquent sur deux mesures, vers une modulation inattendue en mi majeur. Le thème en mi, long de huit mesures, descend d'abord en arabesque de la dominante (si) à la tonique (mi) sur quatre mesures. Il ne s'exprime ensuite que sur le troisième temps, syncopant à quatre reprises la tonique, avant de s'achever sur un accord de do majeur qui annonce le retour à la tonalité principale et la conclusion de l'œuvre.

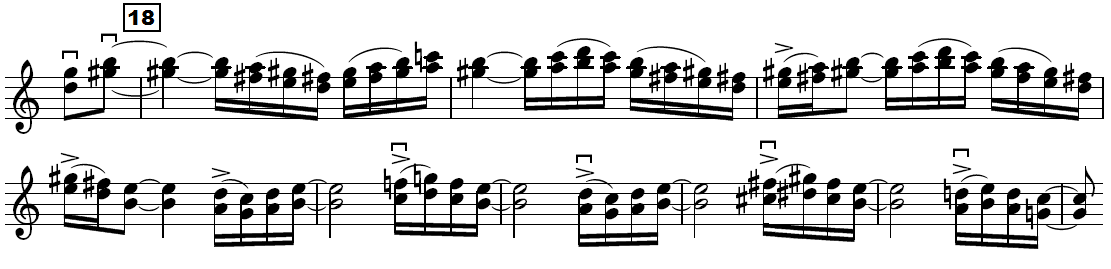
Thème en mi majeur en jeux de tierces et quartes, aux premiers violons (voix haute), section [18] (mesures 326 à 335).

### La ritournelle
La ritournelle est la clé de voûte du Boléro. Elle sert d’introduction et de conclusion à l’œuvre, précède chaque entrée des thèmes et, répétée huit fois en arrière-fond des mélodies, leur sert d’accompagnement rythmique et harmonique. Longue de deux mesures, elle est composée :
- de la cellule rythmique de caisse claire doublée d’un ou plusieurs instruments ;
- d’un accompagnement harmonique sur le deuxième et le troisième temps ;
- d’une basse immuable (do, soupir, sol, do, soupir, sol, do, etc.) martelant la mesure à trois temps, affirmant le ton de do majeur durant toute l’œuvre, sauf au milieu du dernier thème B où éclate une inattendue modulation en mi majeur, avant de revenir, pour conclure, dans le ton principal.

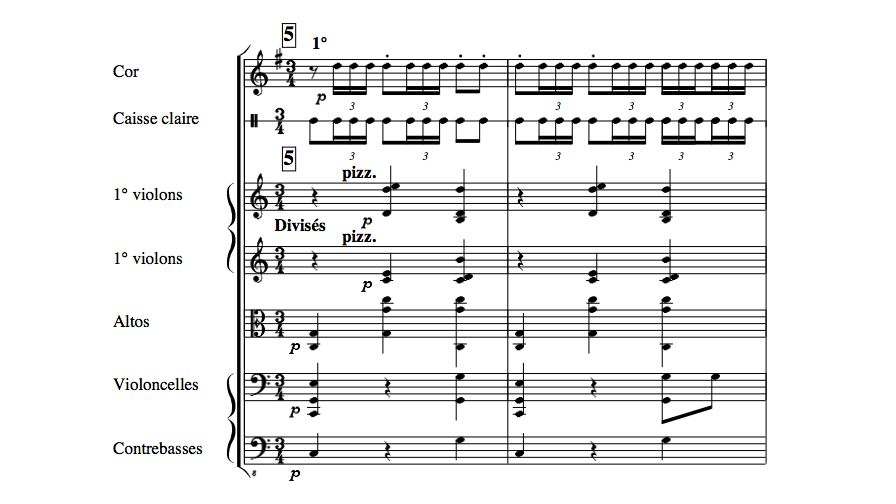
La ritournelle, répétée huit fois à chaque mélodie, accompagne ici le duo de trompette avec sourdine et flûte traversière.

### L’instrumentation
Le Boléro est écrit pour orchestre symphonique. Parmi les bois, certains musiciens utilisent deux instruments de la même famille : le Boléro requiert deux piccolos, un hautbois d’amour, une petite clarinette en mi bémol, un saxophone soprano en si bémol. On retrouve aussi parmi les cuivres une petite trompette en ré.
Dans le cas de la petite trompette en ré, qui est prescrite par Ravel pour faciliter le jeu dans l'aigu de la trompette vers la fin de l'œuvre, elle est remplacée de nos jours par une trompette piccolo en la par la plupart des trompettistes. À l'époque où Ravel a composé son Boléro, la trompette piccolo n'existait pas encore, mais depuis son invention, plus tard dans le XXe siècle, elle a déclassé les autres trompettes autres que la trompette en ut et en si bémol. Certains instruments ne sont utilisés que le temps de quelques mesures : saxophone soprano, grosse caisse, cymbales, tam-tam.
| Nomenclature du Boléro |
| Cordes |
| premiers violons, seconds violons, altos, violoncelles, contrebasses, 1 harpe |
| Bois |
| 1 piccolo, 2 flûtes, l'une jouant aussi du piccolo, 2 hautbois, l'un jouant du hautbois d'amour, 1 cor anglais, 2 clarinettes si ♭, l’une jouant de la petite clarinette mi ♭, 1 clarinette basse si ♭, 2 bassons, 1 contrebasson, 1 saxophone soprano en si ♭(*) et 1 saxophone ténor en si ♭ |
| Cuivres |
| 4 cors, 1 petite trompette en ré (**), 3 trompettes en ut, 3 trombones, 1 tuba |
| Percussions |
| 2 tambours (***), 3 timbales en sol, ut et mi, grosse caisse, cymbales à mains, tam-tam, célesta |

### L’orchestration

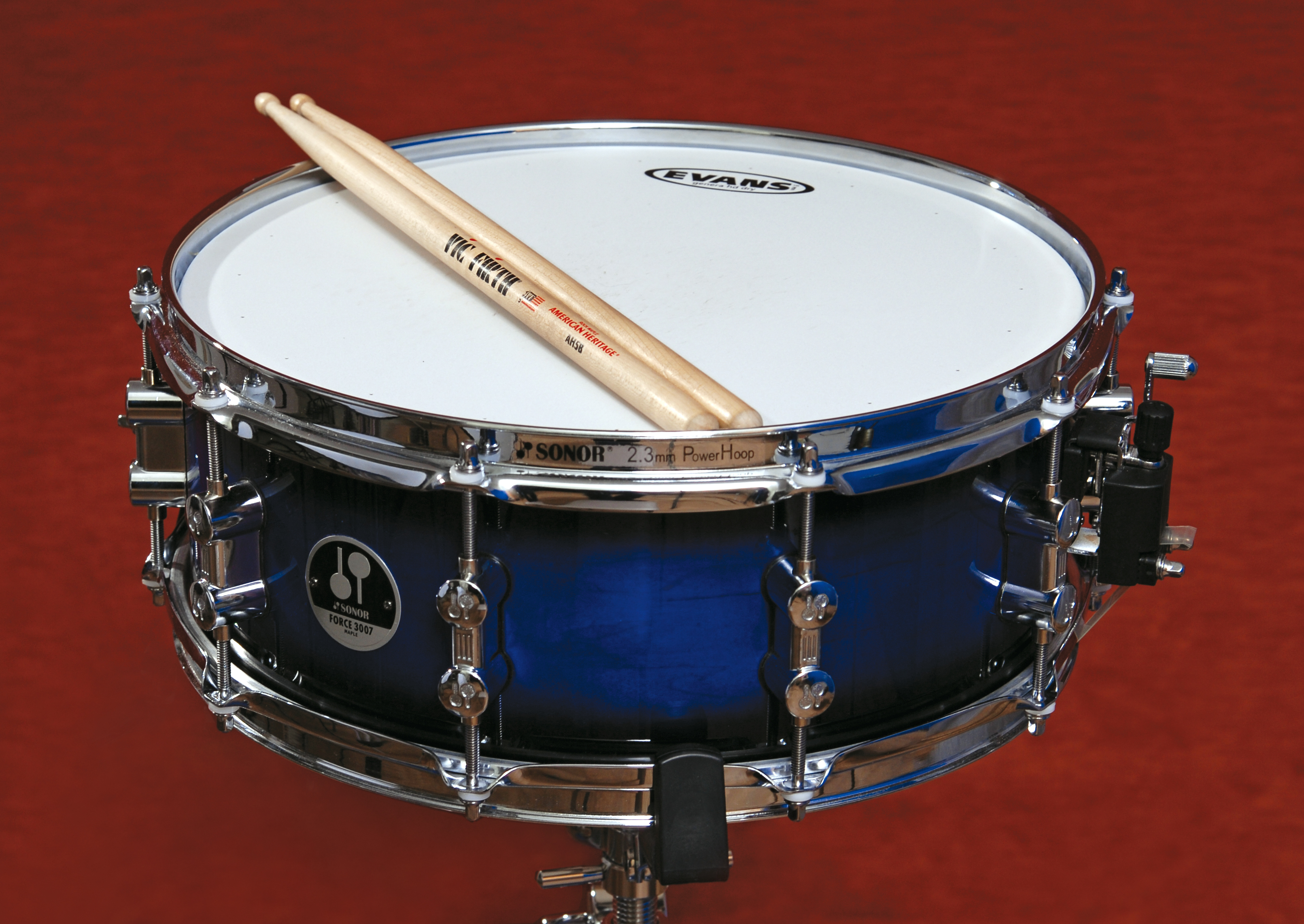
Imperturbable, la caisse claire donne le rythme tout au long de l’œuvre.

Si le Boléro a été composé primitivement pour le ballet, sa suite de solos instrumentaux met en valeur les talents individuels mais aussi l’homogénéité collective de chaque pupitre, tous les membres de l’orchestre participant également à un accompagnement imperturbable. C’est la définition même d’un genre naissant à l’époque : le concerto pour orchestre. La rythmique et le caractère mélodique hispanisant, et même plus précisément andalou, se rapprochent également de l’esprit des compositions rhapsodiques très à la mode fin XIXe et début XXe siècle, dont participent notamment la Symphonie espagnole de Lalo (1874), le Capriccio espagnol de Rimski-Korsakov (1887), Iberia d'Albéniz (1905 - 1908), Le Tricorne de Manuel de Falla (1919), les Goyescas pour piano de Granados (1911) ou la Rapsodie espagnole de Ravel lui-même (1908).
De l'aveu de Ravel lui-même, le caractère expérimental du Boléro en fait une authentique étude d'orchestration. Selon Émile Vuillermoz, « dans le Boléro, Ravel semble avoir voulu transmettre à ses cadets une sorte de manuel d’orchestration, un livre de recettes leur apprenant l’art d’accommoder les timbres. Avant de quitter la scène pour aller à son rendez-vous avec la mort, ce Rastelli de l’instrumentation a exécuté avec le sourire la plus éblouissante et la plus brillante de ses jongleries ». Pour Olin Downes, « le morceau est en lui-même une école d'orchestration », et Charles Koechlin, dans son Traité de l'orchestration, confirme que « toute cette partition est à étudier en détail, pour l'équilibre et la gradation des sonorités ».

#### Thème A
Le thème A est présenté neuf fois, toujours avec des instruments aigus, voire suraigus.
Les trois premières entrées du thème sont confiées à un seul instrument, à la même hauteur : la flûte pianissimo dans son registre grave, chaud et peu « sonore », la clarinette piano dans son registre médium, et enfin le hautbois d'amour renaissant mezzo-piano, dans son registre médium. Pour la quatrième exposition, c’est la trompette avec sourdine qui intervient mezzo-piano, doublée par le retour de la flûte à l’octave supérieure mais pianissimo, devant donc se fondre dans le timbre du cuivre bouché et créer ainsi une nouvelle sonorité.
La cinquième est la plus originale des combinaisons de l’œuvre : le cor solo est doublé sur deux octaves par le célesta (quinzième et vingt-deuxième), un piccolo joue le thème à la quinte (en fait la douzième) en sol majeur, l’autre à la tierce (en fait la dix-septième) en mi majeur ; avec un équilibre mezzo-forte pour le cor, piano pour le célesta et pianissimo pour les piccolos, Ravel renforce ainsi subtilement les premières harmoniques du cor. Ce passage a été loué pour son originalité par plusieurs critiques et musicologues, parmi lesquels Robert Brussel et Nicolas Slonimsky, selon lequel :

« Il y a un effet instrumental dans la partition du Boléro qui est unique. Il s'agit d'un changement de timbre imposé à l'instrument soliste, le cor, par la mise en avant de ses harmoniques naturels confiés aux deux petites flûtes. L'une donne le troisième partiel, et l'autre le cinquième. De fait, les parties de piccolo sont écrites en sol majeur et en mi majeur, lorsque le thème est en ut majeur. L'effet obtenu n'est pas une succession d'accords parallèles majeurs, mais l'enrichissement des partiels correspondants à chaque note de la mélodie du cor. Ravel indique pianissimo pour le piccolo en mi majeur, et mezzo-piano pour celui en sol, pour imiter la puissance relative des harmoniques naturels, pendant que le cor joue mezzo forte. Si ce passage était correctement interprété, le cor subirait un changement dans la couleur du timbre qui étonnerait jusqu'à l'interprète. Malheureusement, les nuances indiquées par Ravel sont rarement respectées, et on permet aux piccolos de jouer fort, ce qui détruit l'effet souhaité par le compositeur. »

La sixième combinaison associe mezzo-forte le cor anglais et la deuxième clarinette à l’unisson en do majeur, doublés à l’octave par le hautbois et la première clarinette ; c’est le hautbois d’amour cette fois qui renforce la quinte en jouant en sol majeur. Les trois dernières expositions impliquent pour la première fois les violons, d’abord en jeux d’octaves avec les petits bois, puis, divisées dans les pupitres, en jeux de tierces et de quintes avec le cor anglais et le saxophone ténor en sus, le tout forte. La dernière, fortissimo, toujours en jeux de tierces et de quintes, rassemble les premiers violons, les flûtes, le piccolo et, en apothéose, la petite trompette en ré et les trois autres voix de trompette, la trompette piccolo étant à l’octave de la troisième trompette, la deuxième et la première respectivement à la tierce et à la quinte.

#### Thème B
Le thème B, présenté également neuf fois, utilise les registres aigus voire suraigus d’instruments graves, mais aussi des instruments parmi les plus aigus. Les cinq premières expositions sont confiées à des instruments solistes : le basson, dans son aigu, registre virtuose, la petite clarinette mi bémol avec son timbre perçant, le saxophone ténor sur toute sa courte étendue, le saxophone sopranino, qui, n’ayant pas une tessiture assez grande, laisse la place au saxophone soprano pour les quatre dernières mesures, et enfin le trombone poussé dans ses extrémités les plus hautes, solo toujours redouté par ces instrumentistes. Comme pour le thème A, les quatre dernières présentations se caractérisent par une alternance entre des jeux d’octaves et des jeux de tierces et de quintes ; d’abord aux petits bois, suivis des cordes et de la première trompette, puis des cordes et du premier trombone, la dernière phrase et sa modulation sont confiées à un tutti de flûtes, saxophones, cuivres clairs et premiers violons.

#### Ritournelle

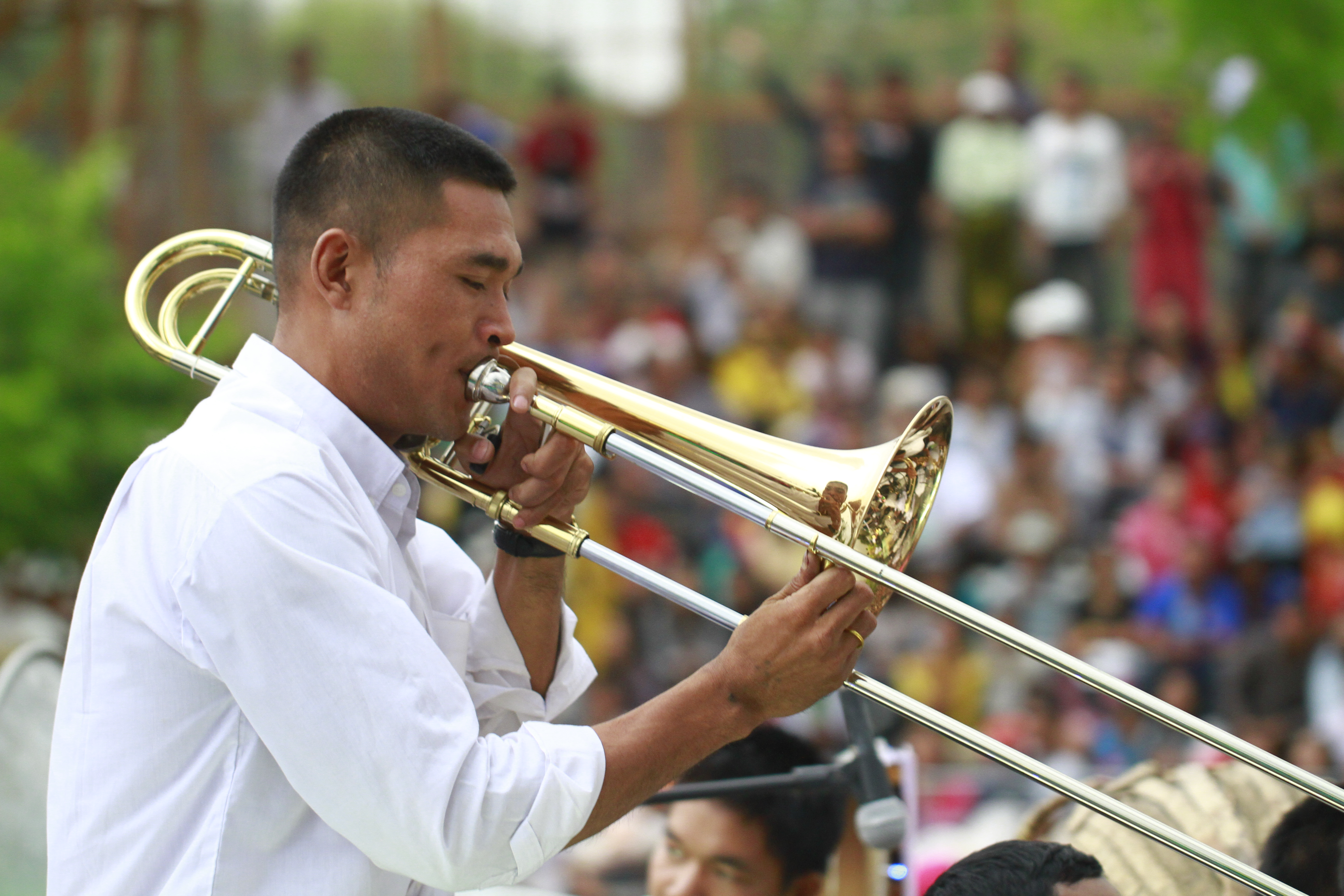
Les glissandos de trombone sont caractéristiques de la conclusion du Boléro.

Les vingt ritournelles r de deux mesures s’enrichissent progressivement d’un ou plusieurs instruments d’abord en alternance, puis par accumulation. Certains reprennent le rythme lancinant de la caisse claire comme la deuxième flûte sous le solo de clarinette ou les deux bassons se relayant sous le hautbois d’amour, d’autres soulignent la carrure ne jouant que les temps comme la harpe, tous les pizzicatos des cordes ou les trombones et le tuba sur les dernières phrases. La première ritournelle, répétée une fois dans un pas à peine perceptible, introduit l’œuvre pianissimo ; chaque nouvelle ritournelle est orchestrée différemment, s’élargissant, s’enrichissant et participant à l’effet de crescendo par palier, jusqu'à la dernière ritournelle, jouée deux fois fortissimo par tout l’orchestre sous le fracas des percussions (timbales et, en alternance sur chacun des trois temps, grosse caisse, cymbales et tam-tam) et avec d'impressionnants glissandos de trombones, précédant de peu l’effondrement final.

### Guide d'écoute
Ce guide d'écoute du Boléro de Ravel est destiné à la compréhension de la structure de l’œuvre et à la reconnaissance des timbres instrumentaux.
- Les couleurs de la colonne de gauche symbolisent le crescendo et la densification de l’orchestration.
- Les sections chiffrées de [1] à [18] sont les indications données par Ravel dans la partition (la section [0] est implicite).
- A désigne le thème général, B son contre-thème, r la ritournelle.
- Le temps, donné à titre indicatif, est celui de la version de référence enregistrée sous la direction de Maurice Ravel lui-même, avec l’orchestre Lamoureux, en 1930.

| Thème | Thème | Thème                                                                   | Instrumentation                                                                     | Temps       |
| ----- | ----- | ----------------------------------------------------------------------- | ----------------------------------------------------------------------------------- | ----------- |
| p     |       | r                                                                       | Altos & violoncelles pizzicato, 1° caisse claire                                    |             |
| p     | [0]   | r                                                                       | (répétition)                                                                        |             |
| p     |       | A                                                                       | 1° flûte                                                                            | 12 s        |
| p     | [1]   | r                                                                       | 2° flûte                                                                            |             |
| p     |       | A                                                                       | 1° clarinette                                                                       | 1 min 02 s  |
| p     | [2]   | r                                                                       | Harpe (sons harmoniques), 1° flûte                                                  |             |
| p     |       | B                                                                       | 1° basson                                                                           | 1 min 53 s  |
| p     | [3]   | r                                                                       | Harpe (sons naturels), 2° flûte                                                     |             |
| p     |       | B                                                                       | Petite clarinette mi bémol                                                          | 2 min 44 s  |
| p     | [4]   | r                                                                       | 2° violons pizzicato & contrebasse, alternance des bassons                          |             |
| p     |       | A                                                                       | Hautbois d'amour                                                                    | 3 min 36 s  |
| p     | [5]   | r                                                                       | 1° violons pizzicato, 1° cor                                                        |             |
| p     |       | A                                                                       | 1° trompette avec sourdine, 1° flûte à l'octave (jeu d'octave)                      | 4 min 28 s  |
| p     | [6]   | r                                                                       | Flûtes, 2° trompette, 2° violons pizzicato                                          |             |
| p     |       | B                                                                       | Saxophone ténor expressivo, vibrato                                                 | 5 min 20 s  |
| p     | [7]   | r                                                                       | 1° trompette, hautbois, cor anglais, 1° violons pizzicato                           |             |
| p     |       | B                                                                       | Saxophone sopranino, fin au saxophone soprano expressivo, vibrato                   | 6 min 13 s  |
| p     | [8]   | r                                                                       | 1° flûte, clarinette basse, bassons, 2° cor, harpe                                  |             |
| p     |       | A                                                                       | 1° piccolo (mi majeur), 2° piccolo (sol majeur), 1° cor et célesta (do majeur)      | 7 min 06 s  |
| p     | [9]   | r                                                                       | 3 trompettes, 4° cor et arpèges des cordes                                          |             |
| p     |       | A                                                                       | 2 hautbois, cor anglais et 2 clarinettes (do majeur), hautbois d'amour (sol majeur) | 7 min 57 s  |
| p     | [10]  | r                                                                       | 1° flûte, contrebasson, clarinettes, 2° cor                                         |             |
| p     |       | B                                                                       | 1° trombone (dans le suraigu) sostenuto                                             | 8 min 49 s  |
| p     | [11]  | r                                                                       | 1° trompette, 4° cor, tutti de cordes                                               |             |
| p     |       | B                                                                       | Bois (jeux de tierces et quintes)                                                   | 9 min 41 s  |
| p     | [12]  | r                                                                       | Bassons, contrebasson, cors et timbales                                             |             |
| p     |       | A                                                                       | Piccolo, flûtes, hautbois, clarinettes, 1° violons (jeux d'octaves)                 | 10 min 32 s |
| p     | [13]  | r                                                                       |                                                                                     |             |
| p     |       | A                                                                       | Bois, 1° & 2° violons (jeux de tierces et quintes)                                  | 11 min 22 s |
| p     | [14]  | r                                                                       |                                                                                     |             |
| p     |       | B                                                                       | Bois, 1° & 2° violons, 1° trompette (jeux d'octaves)                                | 12 min 13 s |
| p     | [15]  | r                                                                       |                                                                                     |             |
| p     |       | B                                                                       | Bois, 1° & 2° violons, 1° trombone (jeux de tierces et quintes)                     | 13 min 05 s |
| p     | [16]  | r                                                                       | Bois aigus, cors, cordes, + 2° caisse claire                                        |             |
| p     |       | A                                                                       | Piccolo, flûtes, saxophones, petite trompette, 3 trompettes, 1° violons             | 13 min 56 s |
| p     | [17]  | r                                                                       |                                                                                     |             |
| p     |       | B                                                                       | Piccolo, flûtes, saxophones, les 4 trompettes, 1° trombone, 1° violons              | 14 min 47 s |
| p     | [18]  | Modulation en mi majeur sur 8 mesures puis retour dans le ton principal | Modulation en mi majeur sur 8 mesures puis retour dans le ton principal             |             |
| p     |       | r                                                                       | Grosse caisse, cymbales, tam-tam, glissandos de trombones                           |             |
| p     |       | r                                                                       | (répétition)                                                                        |             |
| p     |       | Grand accord dissonant et écroulement final                             | Grand accord dissonant et écroulement final                                         | 16 min 06 s |

## Analyse

### Antécédents

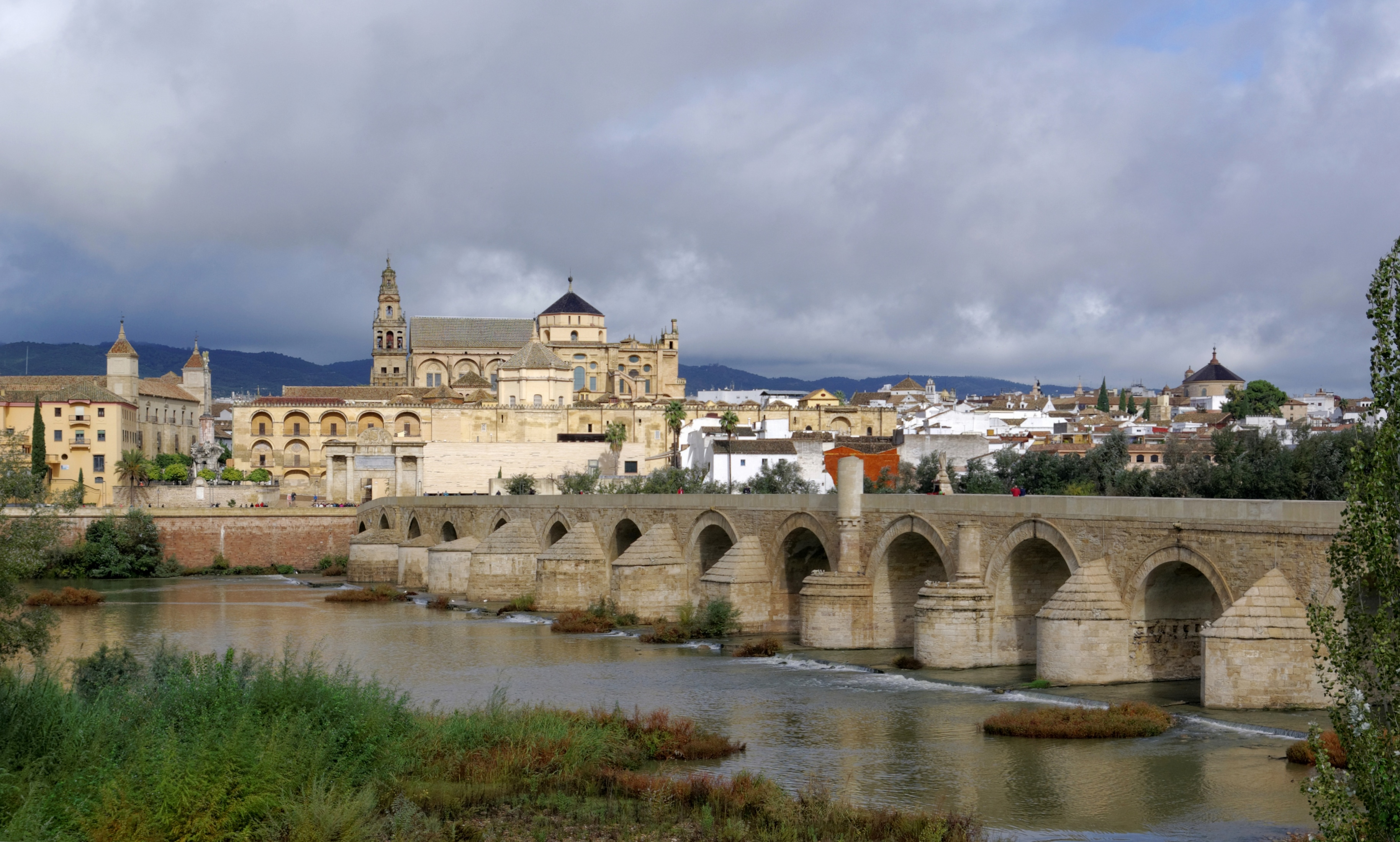
De la Habanera pour deux pianos (1895) au Boléro, inspiré d'une danse andalouse, l'influence hispanique se manifesta dans l'imaginaire de Ravel tout au long de sa vie créatrice.
Photographie de Cordoue.

D'un point de vue formel, le Boléro n'a pas de précédent dans l'histoire de la musique. Pour Michel Philippot, « si le Boléro dut son succès à la répétition incantatoire d'une même ligne mélodique, le génie de son auteur réside en la variation perpétuelle de l'instrumentation et de l'orchestration qui, remplaçant les développements traditionnels, en font l'une des œuvres les plus originales du début du XXe siècle ».
Dans sa critique du 29 novembre 1928, Émile Vuillermoz a affirmé que Ravel venait « de créer une formule inédite de composition musicale : le « thème et variations » sans variations, ou du moins avec variations de couleur. (...) un genre qui n'est évidemment pas à la portée de tous les musiciens, car la rhétorique ne vient plus ici au secours du compositeur ». Pour Vladimir Jankélévitch, le fait d'avoir rendu l'uniformité supportable par le seul jeu de la couleur instrumentale est une démonstration originale de « variété de la monotonie », tandis que le Boléro participe selon lui d'une « richesse de la pauvreté » et d'une « esthétique de la gageure » qu'Arthur Honegger déjà avait notée. Une autre gageure, instrumentale celle-là, est notée par le musicologue Roger Nichols, pour qui le Boléro est « l'Everest du joueur de caisse claire » et, dans le solo suraigu de la onzième entrée mélodique, la hantise des trombonistes'. La mélodie du Boléro est entièrement originale, à l'exception du dernier motif du contre-thème, que Ravel avait déjà utilisé, dans une tonalité différente, dans la Feria de la Rapsodie espagnole. Roger Nichols décèle l'influence de Saint-Saëns dans le passage en harmonique de la neuvième entrée de la mélodie. Concernant l'effet de montée orchestrale obtenu à la modulation, Jacques Chailley établit un parallèle entre le Boléro et l'ouverture du Corsaire de Berlioz.
Le musicologue Serge Gut a analysé en 1990 l'utilisation ravélienne de la répétition, notamment rythmique, dont il trouve des exemples dès la Habanera pour deux pianos, œuvre de jeunesse du compositeur (1895), et qu'il met également en évidence dans Le Gibet (1908), dans la bacchanale finale de Daphnis et Chloé (1912) et dans La Valse (1919). Pour Gut, le Boléro se singularise toutefois en ce que « le phénomène répétitif atteint ses plus extrêmes conséquences puisqu'il touche les trois paramètres principaux de l'écriture musicale : le rythme, la mélodie et l'harmonie ». La répétition et l'amplification sonore d'un thème mélodique avaient déjà été expérimentées par d'autres compositeurs, par exemple par Ludwig van Beethoven dans la première partie de l’Allegretto de la Septième symphonie, et par Claude Debussy dans le second de ses Nocturnes pour orchestre. Ravel réutilisa ce procédé, de façon beaucoup plus limitée, dans la seconde partie du Concerto pour la main gauche, où le thème est repris et amplifié sur fond de rythme binaire immuable. La répétition formelle musicale préexiste également au sein de la Musique d'ameublement d'Erik Satie. Là où le Boléro de Ravel exploite la redite musicale tout en effectuant des variations, Satie propose une itération mélodique, harmonique et rythmique strictement invariable, notamment avec des pièces comme Tapisserie en fer forgé (1917) ou Tenture de cabinet préfectoral (1923), qui étaient destinées à être jouées afin de « meubler » le silence.

### Ravel et son œuvre

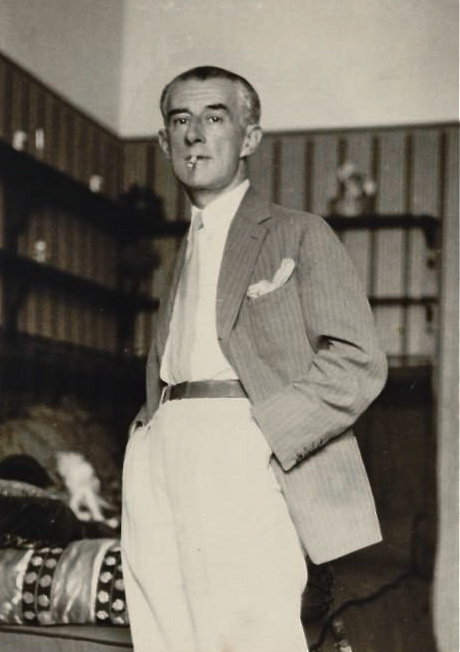
Ravel, ici chez lui à Montfort-l'Amaury vers 1928, considérait le Boléro comme une de ses œuvres les plus abouties du point de vue formel. Mais, surpris de son succès, il chercha systématiquement à en minimiser la portée.

Le Boléro est, parmi ses propres œuvres, une de celles que Ravel a le plus commentées et la seule pour laquelle il reconnut avoir relevé le défi qu’il s’était fixé. S'il trouva à redire sur l'emploi du hautbois d'amour, il affirma sans ambigüité dans un entretien accordé à Candide le 5 mai 1932 : « une seule fois je suis parvenu à réaliser complètement mes intentions : dans le Bolero ». Quelques mois plus tôt, le 30 octobre 1931, il avait confié dans un entretien donné à Excelsior qu'il affectionnait particulièrement ses Chansons madécasses et son Boléro, « l'œuvre qu'il a pleinement réalisée et qui lui a permis d'atteindre tout à fait le but qu'il s'était proposé ».
S'étant lui-même imposé les contraintes de la rigidité rythmique et de la répétition mélodique, Ravel était conscient de l'originalité de sa partition. Mais devant son succès inattendu au concert, il chercha systématiquement à minimiser la portée d'une œuvre qu'il regardait comme une simple expérience. Il expliqua à Émile Vuillermoz que le seul intérêt du Boléro était la découverte d'une écriture consistant en « une répétition monotone imposée jusqu'au malaise » avec une instrumentation variée à chaque reprise, et il ajouta : « Une fois l'idée trouvée, n'importe quel élève du Conservatoire aurait réussi ce morceau aussi bien que moi ». À Arthur Honegger il confia ironiquement : « Je n'ai fait qu'un chef-d'œuvre, c'est le Boléro ; malheureusement il est vide de musique ». Et à partir de 1930, sans cesse sollicité, il ressentit le besoin de préciser ses intentions quant à la signification de son œuvre :
« Je souhaite vivement qu’il n’y ait pas de malentendu au sujet de cette œuvre. Elle représente une expérience dans une direction très spéciale et limitée, et il ne faut pas penser qu’elle cherche à atteindre plus ou autre chose qu’elle n’atteint vraiment. Avant la première exécution, j’avais fait paraître un avertissement disant que j’avais écrit une pièce qui durait dix-sept minutes et consistant entièrement en un tissu orchestral sans musique – en un long crescendo très progressif. Il n’y a pas de contraste et pratiquement pas d’invention à l’exception du plan et du mode d’exécution. Les thèmes sont dans l’ensemble impersonnels – des mélodies populaires de type arabo-espagnol habituel. Et (quoiqu’on ait pu prétendre le contraire) l’écriture orchestrale est simple et directe tout du long, sans la moindre tentative de virtuosité. À cet égard on ne saurait imaginer de plus grand contraste que celui qui oppose le Bolero à L'Enfant et les Sortilèges, où je recours librement à toutes sortes de virtuosités orchestrales. C’est peut-être en raison de ces singularités que pas un seul compositeur n’aime le Bolero – et de leur point de vue ils ont tout à fait raison. J’ai fait exactement ce que je voulais faire, et pour les auditeurs, c’est à prendre ou à laisser. »
Ce détachement apparent n'empêcha pas Ravel de se montrer particulièrement vigilant à la façon dont son Boléro était exécuté. Il fut intraitable sur le respect rigoureux du tempo moderato assai, deux fois plus lent que celui du boléro traditionnel, singularité qu'il justifia par cette explication paradoxale donnée au musicologue Paul Bertrand en 1930 : « Joué vite, le morceau paraît long, alors qu'exécuté plus lentement, il semble court ». Willem Mengelberg et Arturo Toscanini, deux chefs pourtant très respectés de Ravel, firent les frais de cette inflexibilité :
« Je dois dire que le Bolero est rarement dirigé comme je pense qu’il devrait l’être. Mengelberg accélère et ralentit excessivement. Toscanini le dirige deux fois plus vite qu’il ne faut et élargit le mouvement à la fin, ce qui n’est indiqué nulle part. Non : le Bolero doit être exécuté à un tempo unique du début à la fin, dans le style plaintif et monotone des mélodies arabo-espagnoles. Lorsque j'ai fait remarquer à Toscanini qu'il prenait trop de libertés, il a répondu : « Si je ne le joue pas à ma façon, il sera sans effet ». Les virtuoses sont incorrigibles, plongés dans leurs rêveries comme si les compositeurs n’existaient pas. »
La pianiste Marguerite Long confirma dans ses mémoires que :
« L'exécution du Boléro donna longtemps de l'inquiétude à de grands chefs à cause du mouvement exigé par Ravel. Mengelberg, qui le traduisait magnifiquement, ne voulut pas le diriger devant Ravel. Je me souviens de l'anxiété de Clemens Krauss, à Vienne, lors du concert où je jouais le Concerto ; il conduisait le Boléro et, sachant Ravel là, il avait une telle crainte de le jouer trop vite qu'il finit par le jouer trop lent. Ravel lui-même en paraissait excédé. Je lui dis en riant : “ C'est bien fait, ça venge les autres de vos exigences ”. »
Comme on l’interrogeait sur l’argument du ballet, Ravel répondit de façon inattendue qu’il situait le Boléro dans une usine (l’usine du Vésinet d’après son frère) et qu'il aurait aimé le donner un jour « avec un vaste ensemble industriel en arrière-plan ». Interrogé en 1932 sur les sources d'inspiration de son Concerto en sol, il revint au Boléro en expliquant : « Une bonne part de mon inspiration vient des machines. J'aime me rendre dans des usines et voir de grandes installations au travail : cela a quelque chose de prenant et de grandiose. C'est une usine qui a inspiré le Boléro. Je voudrais qu'on le danse toujours devant un décor usinier. »

### Signification

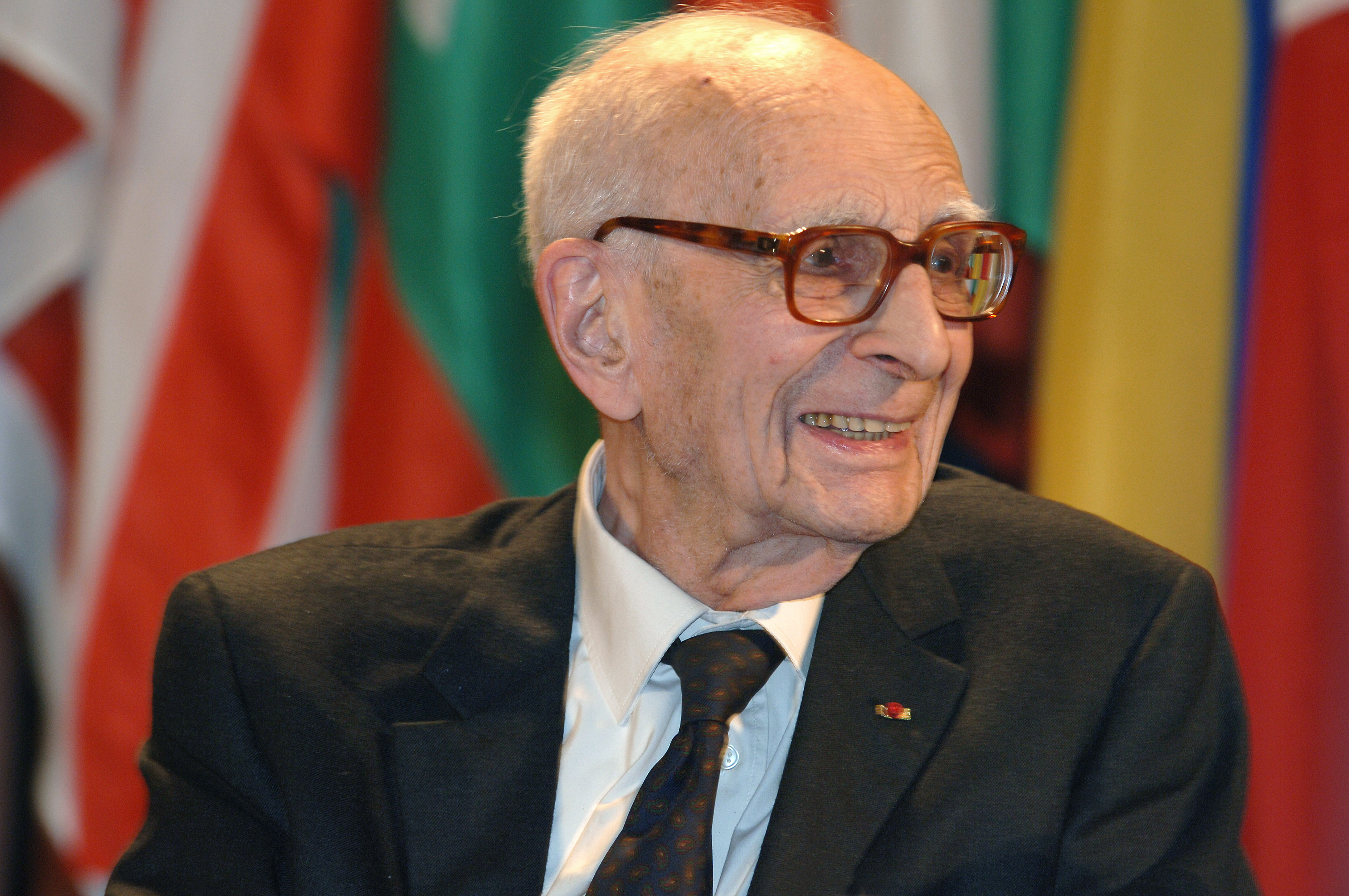
Claude Lévi-Strauss (1908-2009), qui a consacré au Boléro une analyse détaillée dans son ouvrage L'Homme nu (1971), voyait dans cette œuvre singulière une « fugue idéale et purement formelle », un ensemble complexe d'oppositions entre rythme et mélodie auquel Ravel apporte la solution dans la modulation finale.

Claude Lévi-Strauss a écrit : « Même si Ravel définissait Boléro comme un crescendo instrumental et feignait de n'y voir qu'un exercice d'orchestration, il est clair que l'entreprise recouvre bien d'autres choses ; qu'il s'agisse de musique, de poésie ou de peinture, on n’irait pas bien loin dans l’analyse des œuvres d’art si l’on s’en tenait à ce que leurs auteurs ont dit ou même cru avoir fait ». De fait cette œuvre est l'objet, depuis des décennies, de différentes tentatives d'interprétation.

#### Une œuvre anti-musicale
Du point de vue musicologique, le Boléro de Ravel a donné lieu à des analyses qui pointent son aspect régressif, voire destructeur des principes qui avaient fait, depuis des siècles, la musique occidentale : la tonalité, le développement, l'harmonie et la variation. Marcel Marnat le qualifie ainsi d'anti-musique et considère que Ravel y sacrifie « les dernières prétentions de survie de la musique tonale ». Serge Gut entend démontrer que le Boléro détruit tout principe d'harmonie en la réduisant à l'accord parfait renversé de do majeur. Selon Claude Lévi-Strauss, qui consacre plusieurs pages de son ouvrage L'homme nu à une analyse du Boléro, cet anéantissement est résumé tout entier dans la grande dissonance de l'avant-dernière mesure, qui « signifie que désormais plus rien n'a d'importance, du timbre, du rythme, de la tonalité ou de la mélodie ».

#### Une œuvre musico-sexuelle
La force de suggestion du rythme, du crescendo et de la modulation finale combinés a suscité des commentaires dès les premières auditions du Boléro. Sollicité à ce sujet, le compositeur reconnut que son œuvre avait un caractère « musico-sexuel », confidence surprenante venant d'un homme qui ne livrait que rarement les principes de sa musique. Roger Nichols observe, comme Arbie Orenstein, que Ravel possédait chez lui les œuvres complètes de Casanova, et relève que le fandango, danse à la sensualité longtemps jugée obscène et admirée de l'écrivain vénitien, était la première idée retenue par le compositeur pour le ballet,.
Les observateurs des premières représentations du ballet ont donné un témoignage direct de la sensualité de la chorégraphie imaginée par Bronislava Nijinska,, André Levinson décrivant pour Comœdia, dans sa critique du 25 novembre 1928, « vingt mâles fascinés par l'incantation charnelle d'une seule femme », le premier danseur qui « rampe et se tord, martyrisé par le rut et le rythme », rejoint par ses compagnons jusqu'au point culminant « où les hommes érigent dans les airs, de leurs bras tendus, leur blanche proie ». Dans Le Ménestrel du 17 janvier 1930, le critique Pierre de Lapommeraye a rapporté une impression similaire après la première du Boléro au concert, dirigée par Ravel quelques jours plus tôt. Comparant les instruments eux-mêmes à des danseurs, il expliqua : « Il y a comme une sorte d'hallucination, les corps s'enlacent, une ivresse vertigineuse envahit la posada, les yeux brillent, les lèvres sont plus rouges, les talons frappent le plancher, la salle est pleine, on se bouscule, on clame le boléro, ce n'est plus de l'ivresse, c'est une saoulerie, la chaleur est étouffante ; après le fracas de quelques mesures de batterie tonitruantes, les corps s'écroulent de lassitude, dans une sorte de torpeur lascive et sensuelle. Et M. Maurice Ravel, qui seul a gardé son sang-froid, du haut de son estrade rit de son ouvrage ».
La violoniste Hélène Jourdan-Morhange a témoigné du pouvoir suggestif que le Boléro pouvait exercer sur le public : « Cette force de crescendo, cette volonté lancinante du thème donnent à leur satiété le goût du désir. La contagion voluptueuse naît sournoisement dans la salle, et quand, dans un déchirement modulé, tous les cuivres proclament la libération de la tonalité prisonnière, les dos ont quitté l'appui des fauteuils, les respirations se font moins retenues, les cous se tendent, les yeux cherchent à découvrir la source du plaisir ». Le compositeur Michel Sendrez, paraphrasant Diderot, qualifie les glissandos de trombone de la conclusion de « cri animal de la passion », et le philosophe américain Allan Bloom a écrit : « Les jeunes savent bien que le rock a le rythme d'un rapport sexuel. C'est pourquoi le Boléro de Ravel est en général la seule œuvre de musique classique qu'ils connaissent et qu'ils aiment ».

#### Une danse macabre
Un axe de lecture bien différent voit parfois dans le Boléro, comme le fait André Suarès, une « sorte de danse macabre ». Sa progression mécanique, son rythme, sa répétition et son crescendo inexorables en font pour plusieurs auteurs une œuvre inquiétante et tourmentée, irrésistiblement vouée à son effondrement final. On sait qu'au sujet d’une dame qui criait « Au fou ! » après avoir entendu l’œuvre, Ravel affirma : « Celle-là, elle a compris ». Prenant au sérieux cette réponse, Serge Gut estime que « par delà la folie, le Boléro est une sorte de danse sur le volcan qui se veut aussi être une danse de la fin du monde, à tout le moins, de la fin d’un monde ». Suivant un raisonnement analogue, Marnat considère que le thème devient « intoxicant » à force de répétition et que « cette musique venue d'un Orient de pastorale aboutit à la plus hurlante des apocalypses ». La modulation finale elle-même, regardée comme un événement libérateur par Jankélévitch et Vuillermoz, est comprise par Gut comme un sursaut désespéré qui ne fait que retarder la reprise inéluctable de la ritournelle, plus violente que jamais, et l'effondrement final. À cet égard la progression dramatique et le long crescendo final de La Valse, achevée huit ans plus tôt et dont Ravel avait expliqué la dimension fatale, peuvent être regardés comme des préfigurations du Boléro,,. Dans des ouvrages plus récents, des écrivains ont commenté le Boléro sous cet angle, parmi lesquels Echenoz, qui y voit un « suicide dont l’arme est le seul élargissement du son », et Le Clézio, pour qui « quand il s'achève dans la violence, le silence qui s'ensuit est terrible pour les survivants étourdis ».

#### Une musique pathologique
André Suarès pense déceler dans le Boléro « l'image sonore du mal qui a peut-être tourmenté Ravel toute sa vie, et qui, à la fin, devenu si affreux, si cruel, après s'être emparé de son cerveau, s'est rendu maître de tout son corps ». Quelques travaux de recherche suggèrent que la maladie cérébrale progressive qui se déclara chez le musicien à partir de 1933 a pu avoir déjà, quelques années plus tôt, une influence sur son processus créatif, et que cette influence est perceptible notamment dans le Boléro et le Concerto pour la main gauche,. Cette hypothèse est critiquée, à la fois par des neurologues et par des musicologues. Nichols fait remarquer que Ravel avait manifesté dès 1924 l'intention d'écrire un poème symphonique sans sujet, dont tout l'intérêt serait tourné vers le rythme. Ravel lui-même a déclaré que le principe du Boléro avait germé en lui plusieurs années auparavant et a clairement exprimé qu'il avait pleinement réalisé ses intentions dans cette œuvre,, ce qui laisse supposer un choix stylistique délibéré. Enfin on peut observer que le Concerto en sol, qui est postérieur au Boléro et contemporain du Concerto pour la main gauche, échappe à ces analyses.

## Postérité

### Édition
Le Boléro a été édité la première fois par les éditions Durand en 1929. Ravel avait cédé à son éditeur, par contrat daté du 16 octobre 1928, la propriété pleine et entière du Boléro et de sa transcription pour piano à 4 mains contre la somme de vingt mille francs et la perception du tiers des droits d'exécution publique. Ce contrat prévoyait l'exclusivité des droits pour les éditions Durand jusqu'à l'expiration des droits d'auteur du compositeur, effective en France depuis mai 2016.

### Manuscrits

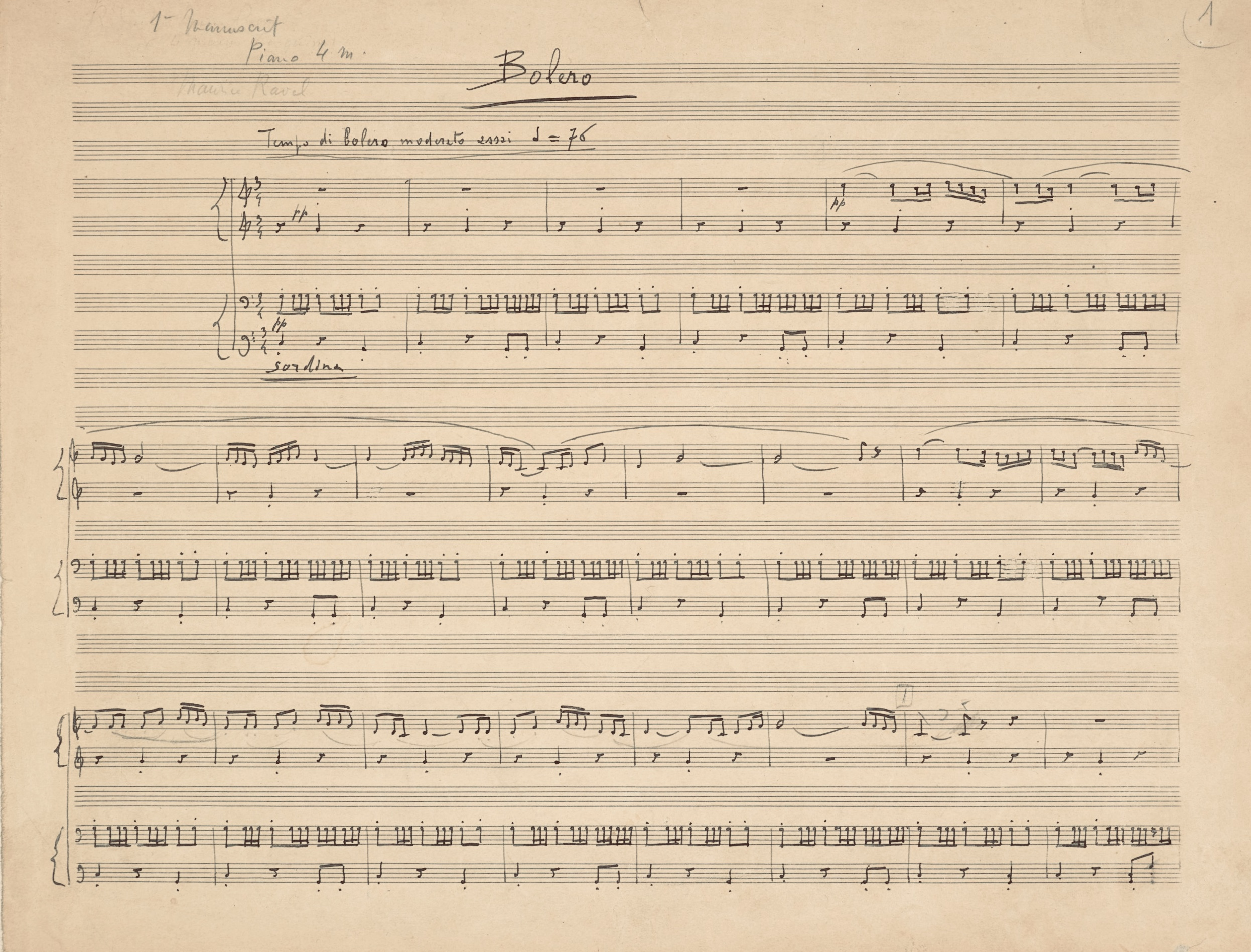
Arrangement pour piano à 4 mains du Boléro, première page manuscrite de Ravel (1929).

Le manuscrit autographe complet de 1928, document à l'encre noire de 76 pages dont 38 de musique, porteur de plusieurs indications et annotations rajoutées par Ravel et Lucien Garban en vue de l'édition, est conservé à la Morgan Library à New York (R252.B688).
Une esquisse préparatoire du Boléro, manuscrit au crayon de 31 pages comportant des ratures et des passages gommés, a été acquise lors d'une vente publique le 8 avril 1992 par l'État français, usant de son droit de préemption, pour la somme de 1,8 million de francs. Elle était auparavant conservée dans les archives de Lucien Garban. La Bibliothèque nationale de France en est dépositaire (MS-21917).
Le manuscrit autographe de la réduction du Boléro pour piano à 4 mains est conservé au Metropolitan Museum of Art de New York, dans la collection Robert Lehman. La British Library en a été dépositaire de 1981 à 1986 dans le cadre d'un échange (Zweig MS-74).

### Arrangements
Ravel a lui-même composé deux réductions pour piano de son Boléro, l’une à deux mains et l’autre à quatre mains. Elles sont très rarement jouées en public.
Les arrangements populaires de cette œuvre sont légion. Les sœurs Labèque ont enregistré en 2006 une version modifiée pour deux pianos de l’arrangement de Ravel, en lui ajoutant des percussions basques, recréant l’effet rythmique saisissant de la partition originale. On ne compte plus les adaptations du Boléro en jazz et en blues.

### Chorégraphies

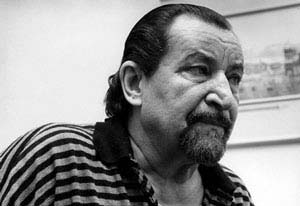
Maurice Béjart (1927-2007) consacra au Boléro, en 1961, une de ses plus célèbres chorégraphies.

- 1928 : Boléro de Bronislava Nijinska, avec Ida Rubinstein (Opéra de Paris, 22 novembre)
- 1930 : Iberian Monotone de Ruth Page (Highland, Illinois)
- 1935 : Boléro de Michel Fokine (Compagnie Ida Rubinstein, Paris)
- 1940 : Bolero d'Anton Dolin (Robin Hood Dell, Philadelphie, 25 juin)
- 1941 : Boléro de Serge Lifar (Opéra de Paris, 27 décembre)
- 1944 : Boléro d'Aurél Milloss (Opéra de Rome, 20 mai)
- 1961 : Boléro de Maurice Béjart, avec comme danseuse étoile Duška Sifnios (Théâtre de la Monnaie, 10 janvier) ; reprise en 1974 par Maïa Plissetskaïa ; reprise en 1979 en rôle masculin, avec Jorge Donn ; cette version sera filmée par Claude Lelouch pour clore son film Les Uns et les Autres (voir plus loin)
- 1996 : Trois Boléros d'Odile Duboc (La Filature de Mulhouse, 8 mars)
- 1998 : Double Points: One and Two d'Emio Greco
- 1998 : Boléro de Meryl Tankard (Opéra national de Lyon, décembre)
- 2001 : Boléro de Thierry Malandain (Centre chorégraphique national de Biarritz, 19 mai)
- 2002 : Boléro de Marc Ribaud (Opéra de Nice, juin)
- 2004 : Bolero de Stanton Welch (Houston Ballet, 3 décembre)
- 2008 : Mon Boléro de Isabelle Anna, danseuse française de Kathak
- 2010 : Shanghai Bolero de Didier Théron (Exposition universelle de Shanghaï, ballet, 31 mai) ; puis en triptyque (festival Montpellier-Danse, 28 juin 2011)
- 2012 : Ballet Nacional de España

### Peinture
En 1946, Salvador Dalí peint Le Boléro de Ravel à la demande de la Capehart Corporation, qui lui avait proposé — ainsi qu'à quelques autres artistes — d'interpréter plastiquement une pièce musicale. Aujourd'hui, le tableau appartient à une collection privée depuis sa revente par Capehart en 1990.

### Hommages
En octobre 1930, le jeune compositeur Tony Aubin a écrit dans une critique pour Le Ménestrel : « Le public attend toujours une œuvre nouvelle de M. Ravel avec une admiration pleine de curiosité ; surtout cette fois-ci où une notice de l'auteur annonçait avant tout « l'obsession d'un rythme et nulle intention pittoresque ». Or, l'obsession est l'ennemie des esprits distingués. Il faut même qu'elle touche quelque peu à la folie ou du moins qu'elle y fasse penser. Mais l'art de M. Maurice Ravel est tellement parfait, sa rigueur est tellement souriante qu'on pourrait entendre dix fois de suite le Boléro sans se départir du plus heureux sang-froid. Telle est la suprême habileté des moyens que la fin proposée est irréalisable. Et comment supposer un instant de lassitude en entendant Ravel ? Que ce magicien de l'orchestre ne compte pas sur la moindre obsession – ce serait presque de la coquetterie. ».
Dans un article de La Revue musicale de décembre 1938, le musicologue Fred Goldbeck estime que « la popularité de l'art de Ravel repose, comme toujours lorsqu'il s'agit de grand art, sur quelques bons malentendus, et sur le solide incognito dont cet art sait se revêtir ». Selon la violoniste Hélène Jourdan-Morhange, « si le Boléro n'a pas la plus belle place dans notre cœur, soyons lui reconnaissants d'avoir donné aux plus simples le goût de la musique de Ravel, la curiosité de connaître toute son œuvre et d'avoir éclairé d'une lumière plus intense le nom de ce génie si français ».
En 1931, Intégrales d'Edgard Varèse offre un hommage purement musical, par le biais d'« une pièce rapportée, un hommage au Boléro de Ravel, une citation » confiée à la trompette et aux cors dans la quatrième section de la partition. Conservée à la bibliothèque d'Études et du Patrimoine, à Toulouse, l'œuvre de Serge Chamchinov Maurice Ravel: Boléro représente un hommage graphique à Maurice Ravel sous forme d'un livre d'artiste.

### Critiques
Le critique Edward Robinson, qui prédisait en 1932 que Ravel serait oublié dix ans après sa mort, a écrit : « Je retiens le Boléro comme la plus insolente monstruosité jamais perpétrée dans l'histoire de la musique. Du début à la fin de ses 339 mesures, ce n'est simplement que l'incroyable répétition du même rythme [...] avec la récurrence implacable d'un air de cabaret, d'une accablante vulgarité, qui n'a rien à envier, pour l'essentiel de son caractère, aux hurlements d'un chat tapageur dans une ruelle sombre. » Ce jugement a été retenu par Nicolas Slonimsky pour ces comparaisons excessives, dans son Lexicon of Musical Invective (Lexique d'invectives musicales), anthologie de critiques négatives appliquées à des œuvres de musique classique reconnues par la suite comme des chefs-d'œuvre.

### LeBolérodans la culture populaire

#### Cinéma
source :
- 1932 : Bolero de Max Reichmann, avec Tela Tchaï dansant sur le Bolero de Ravel (aucune copie du film n'est localisée)[146],[147],[148],[149],[150],[151]
- 1934 : Bolero de Wesley Ruggles, avec George Raft et Carole Lombard qui dansent sur le Bolero de Ravel[152],[153]
- 1936 : Tararira de Benjamin Fondane (aucune copie du film n'est localisée, subsistent uniquement des clichés de tournage et la partition de la musique du film par le Cuarteto Aguilar -quatuor de luths constitué de Pepe, Paco, Ezequiel et Isabel Aguilar-). À la fin du film, pour une scène de destruction d’un intérieur bourgeois, le fond musical consiste en une version parodique pour percussions du Bolero de Ravel[154].
- 1936 : Tourbillon blanc (One in a Million) de Sidney Lanfield
- 1942 : Boléro de Jean Boyer
- 1950 : Rashōmon d'Akira Kurosawa
- 1957 : El Bolero de Raquel de Miguel M. Delgado, dansé par le comique mexicain Mario Moreno dit « Cantinflas »
- 1977 : Allegro non troppo de Bruno Bozzetto
- 1979 : Elle de Blake Edwards. L'utilisation du Boléro, dans une scène d'une seule minute, a rapporté jusqu'à un million de dollars par an aux ayants droit de Ravel[103].
- 1979 : Stalker d'Andreï Tarkovski
- 1981 : Les Uns et les Autres de Claude Lelouch (avec des mesures supplémentaires de Francis Lai)
- 1992 : Le Batteur du Boléro, court-métrage de Patrice Leconte avec Jacques Villeret dans le rôle du batteur
- 2002 : Femme fatale de Brian De Palma (pastiche de Ryūichi Sakamoto intitulé Bolerish)
- 2003 : Basic de John McTiernan (version arrangée)
- 2004-2006 : Cashback de Sean Ellis
- 2005: La Vallée d'émeraude (film d'animation japonaise dans lequel une des pistes de la bande originale du film recompose le boléro de Ravel lorsque Kanouk le loup est hypnotisé par l'envie de dévorer son ami Jao la chèvre)
- 2008 : Neuilly sa mère ! de Gabriel Julien-Laferrière
- 2008 : Love Exposure de Sion Sono
- 2016 : The Age of Shadows de Kim Jee-woon
- 2019 : Edmond de Alexis Michalik
- 2022 : Babylon de Damien Chazelle (Recomposition et reprise de l'orchestration par Justin Hurwitz)[155]
- 2022 : Divertimento de Marie-Castille Mention-Schaar
- 2024 : Boléro d'Anne Fontaine
- 2024 : En fanfare d'Emmanuel Courcol
- 2024 : Ce nouvel an qui n'est jamais arrivé de Bogdan Muresanu

#### Jeux vidéo
- 2009 : Little King's Story, sur Wii, PlayStation Vita, et Windows (Introduction)

#### Humour
- 1948 : Pierre Dac et Francis Blanche, hymne du Parti d’en rire (« Le Brasero de Ravel »)[156]

#### Publicité
- 1992 : Assurances générales de France

#### Séries télévisées
- 1981 : Pour l'amour du risque saison 2, épisode 13, Une balle si précieuse
- 1988 : Alf, saison 2, épisode 20, Le Grand Coup
- 1999 : Digimon, saison 1
- 2002 : Futurama, saison 5, épisode 16, La main du diable dans la culotte d'un Zouave
- 2004 : Malcolm, saison 5, épisode 21, La grande pagaille - 1re partie
- 2006 : Doctor Who, série 2, épisode 8, La Planète du Diable (1re partie)
- 2012 : Castle, saison 4, épisode 11, Till Death Do Us Part
- 2017 : Legion, saison 1, épisode 7, Chapter 7

#### Sports
- 1934 : Toronto : lors d'un gala, première occasion connue où le Boléro sert de fond musical à des patineurs artistiques, la patineuse norvégienne et championne du monde Sonja Henie et le patineur autrichien Karl Schäfer[157],[158].
- 1984 : Jeux olympiques d'hiver de Sarajevo : les patineurs artistiques britanniques Jayne Torvill et Christopher Dean obtiennent la médaille d'or dans leur programme libre de danse de couple sur la musique du Boléro.
- 1998 : Coupe du monde de football de 1998 en France : cérémonie de clôture (extraits).
- 2006 : Coupe du monde de football de 2006 en Allemagne : cérémonie de clôture (extraits).
- 2014 : Jeux olympiques d'hiver de Sotchi : cérémonie de clôture (extraits).
- 2023 : Roland Garros : cérémonie d’ouverture.
- 2024 : Jeux paralympiques d'été de Paris : cérémonie de clôture, chorégraphie Place de la Concorde sur un arrangement du Boléro de Ravel par Victor Le Masne.

#### Flash mobs
Depuis le début du XXIe siècle, le Boléro donne lieu à un nombre important de flash mobs dans des lieux très divers (places publiques, rues, gares, musées, centres commerciaux, etc), sur la plupart des continents.

#### Divers
Le Boléro de Ravel a annoncé la musique répétitive américaine des années 1960 (Terry Riley, Steve Reich) et tout un pan de ce que depuis la fin du XXe siècle on nomme la musique classique post-moderne : souci de popularité en restant dans le domaine tonal, goût pour le concret, rejet d’un lyrisme trop intime, travail sur la matière sonore à l’intérieur de ce cadre, grâce aux variations.
Le Boléro de Ravel a aussi donné le nom au groupe Les Blérots de R.A.V.E.L..
Le Boléro de Ravel a également été à l'origine du nom d'une association belge de cyclisme : Le Beau vélo de RAVeL, le RAVeL étant un réseau wallon de voies réservées aux usagers lents, c'est-à-dire non motorisés : piétons, cyclistes, personnes à mobilité réduite, patineurs, cavaliers.
Dans son double album en concert The Best Band You Never Heard in Your Life, Frank Zappa reprend le Boléro de Ravel en reggae.
La chanson Dans tes bras de Charles Aznavour sur l'album Aznavour 2000 emprunte une orchestration très similaire au Boléro.
En 1966, le guitariste britannique Jeff Beck revisite l’œuvre dans une version rock sous le nom de Beck's Bolero.

### Droits d’auteur
Au Canada, au Japon et dans les pays observant un délai de cinquante ans post mortem, le Boléro, comme toutes les œuvres de Ravel, est entré dans le domaine public le 1er janvier 1988. Aux États-Unis, le Boléro de Ravel est protégé jusqu'en 2025. Dans les pays de l'Union européenne observant un délai de 70 ans post mortem, le Boléro, comme toutes les œuvres de Ravel, est entré dans le domaine public le 1er janvier 2008.
En France, jusqu'en 1993, le Boléro est resté à la première place du classement mondial des droits à la Société des auteurs, compositeurs et éditeurs de musique (Sacem). En 2005, c'était encore la cinquième œuvre musicale française la plus exportée bien que n'étant pas à cette date dans le domaine public. Il rapporterait chaque année environ 1,5 million d’euros de droits. La gestion des colossales retombées économiques du Boléro, qui dépasseraient les 46 millions d’euros entre 1970 et 2006, est l'objet de polémiques,. Ravel étant mort sans enfants, la lignée d’héritage des ayants droit est extrêmement complexe. Depuis les années 1970, les droits sont perçus par la Sacem au travers de sociétés légalement enregistrées à l'étranger (Monaco, Gibraltar, Amsterdam, Antilles néerlandaises, îles Vierges britanniques) : un consortium conçu et dirigé par Jean-Jacques Lemoine (1909-2009), aujourd'hui décédé, qui avait auparavant occupé les fonctions de directeur-adjoint des affaires juridiques de la Sacem,. En vertu de la législation française (Loi Lang du 3 juillet 1985) et des règles sur les prorogations de guerre, la durée des droits d'auteur a été prolongée de 8 ans et 120 jours (soit 3 042 jours écoulés entre le 3 septembre 1939 et le 1er janvier 1948), la faisant passer du 1er janvier 2008 au 1er mai 2016,.
En 2016, les héritiers ont contesté l'entrée du Boléro dans le domaine public en France, arguant de ce que le Boléro ayant initialement été créé comme un ballet, il s'agirait d'une œuvre de collaboration, dont la protection devrait s'étendre jusqu'à la fin des droits de tous ses co-auteurs, donc en y incluant la chorégraphe Bronislava Nijinska et le décorateur Alexandre Nikolaïevitch Benois, respectivement morts en 1972 et 1960,. L'échéance du domaine public serait alors repoussée de plus de vingt ans jusqu'en 2039 ou 2051. La Sacem a cependant rejeté ces nouvelles prétentions, rendant publique l'œuvre le 2 mai 2016,,,.
En 2018, cette décision de la Sacem a été attaquée en justice par les successions Benois et Ravel,, et le procès s'est tenu au tribunal de Nanterre le 14 février 2024,,,,.
Le 28 juin 2024, les successions Benois et Ravel ont été déboutées par le tribunal de Nanterre,,,,. Cependant, six mois plus tard, en janvier 2025, la presse a informé que les successions Benois et Ravel ont fait appel du jugement, de sorte que la bataille judiciaire autour des droits du Boléro en France n'est pas close,,,,,,, alors que le Boléro est entré dans le domaine public aux États-Unis le 1er janvier 2025,.

### Enregistrements notables

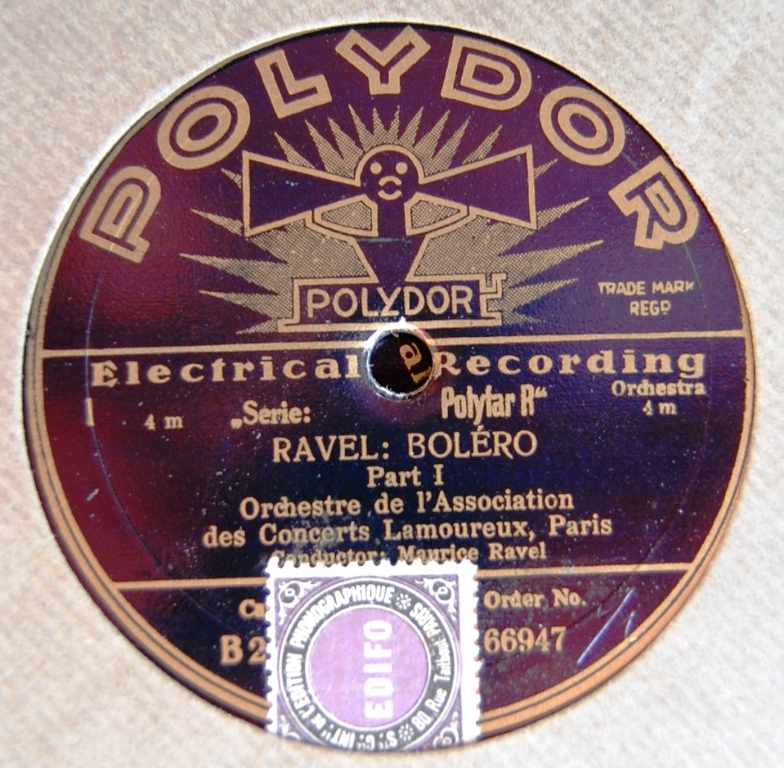
Premier enregistrement du Boléro édité par Polydor en 1930, Maurice Ravel dirigeant l'orchestre de l'Association des Concerts Lamoureux.

Les versions de qualité de cette œuvre sont nombreuses, voici citées quelques-unes des plus remarquables :
- Maurice Ravel lui-même supervisa un enregistrement de son Boléro en 1930 avec les Concerts Lamoureux. Malgré une qualité sonore juste passable en raison de son ancienneté, ce document a une valeur historique considérable et peut être considéré comme la principale référence de son tempo[202] ;

- Charles Munch et Pierre Monteux, deux témoins privilégiés de l'époque ravélienne, ont laissé chacun un enregistrement très renommé, le premier avec l’Orchestre symphonique de Boston en 1956, le second avec l'Orchestre symphonique de Londres en 1964 ;

- Seiji Ozawa, encore avec l’Orchestre symphonique de Boston, a donné en 1974 une lecture vivante de l'œuvre, chaque instrument jouant devant, affirmant la musique, avec de nouveaux accents, des micro-ralentissements ou accélérations ;
- Claudio Abbado, avec l'Orchestre symphonique de Londres en 1985 a donné une lecture du Boléro très sensuelle, quasi charnelle (d'après Alain Duault) et donc conforme au point de vue du compositeur qui y voyait une musique très suggestive (voir le paragraphe « Ravel et son œuvre ») ;
- Pierre Boulez, avec l’Orchestre philharmonique de Berlin, a signé en 1993 l’un des enregistrements les plus salués par la critique ces dernières années ;
- Mort la même année, Sergiu Celibidache donne à voir dans une version publique en 1996 avec l'Orchestre philharmonique de Munich, une version très émouvante, une des toutes dernières apparitions du chef d'orchestre.

### Ressources documentaires

#### Manuscrits
- Maurice Ravel, Bolero, orchestre, collection BnF, acquisition 92-0163, 1928, 31 p. (lire en ligne) Manuscrit au crayon ayant appartenu à Lucien Garban
- Maurice Ravel, Bolero, orchestre, Morgan Library and Museum, Robert Owen Lehman Collection en dépôt, ref R252.B688, 1928, 37 p. (lire en ligne) Manuscrit à l'encre noire ayant appartenu à Lucien Garban
- Maurice Ravel, Bolero, piano 4 m., collection Zweig, British Library, ref MS 74, 1929, 16 p. (lire en ligne)

#### Éditions
- Maurice Ravel, Bolero, Paris, Durand & Cie éditeurs (D. & F. 11839), 1929, 66 p.
- Maurice Ravel, Bolero : transcription pour piano à quatre mains, par l'auteur, Paris, Durand & Cie éditeurs (D. & F. 11659), 1929, 30 p.

#### Ouvrages généraux
- Claude Abromont et Eugène de Montalembert, Guide de la théorie de la musique, Librairie Arthème Fayard et Éditions Henry Lemoine, coll. « Les indispensables de la musique », 2001, 608 p. [détail des éditions] (ISBN 978-2-213-60977-5)
- Piero Coppola, Dix-sept ans de musique à Paris, 1922-1939, Genève, Slatkine, 1982 (1re éd. 1944), 272 p. (ISBN 978-2-05-000208-1)
- Charles Koechlin, Traité de l'orchestration, vol. 1, Paris, Éditions Max Eschig, 1954, 322 p.
- Geneviève Mathon, François De Orador et Michèle Tosi (dir.), L'Ouverture métatonale : Edgard Varèse, Intégrales, Paris, Éditions Durand (D. & F. 14568), 1992, 124 p.
- (en) Nicolas Slonimsky, Slonimsky's Book of Musical Anecdotes, New York, Routledge, 2002 (1re éd. 1948), 305 p. (ISBN 0-415-93938-0, lire en ligne)
- (en) Nicolas Slonimsky, Lexicon of Musical Invective, New York, W. W. Norton & Company, 2000 (1re éd. 1953), 325 p. (ISBN 978-0-393-32009-1)
- Jean Wiéner, Allegro appassionato, Paris, Librairie Arthème Fayard, 2012 (1re éd. 1978), 340 p. (ISBN 978-2-213-67591-6, lire en ligne)

#### Monographies
- Vladimir Jankélévitch, Ravel, Paris, Éditions du Seuil, coll. « Solfèges », 1995, 3e éd. (1re éd. 1956), 220 p. (ISBN 2-02-023490-4)
- Hélène Jourdan-Morhange, Ravel et nous, Genève, Éditions du milieu du monde, 1945, 269 p.
- Marguerite Long, Au piano avec Maurice Ravel, Paris, Éditions Billaudot, 1971
- Marcel Marnat, Ravel, Paris, Fayard, coll. « Bibliothèque des grands musiciens », 1986, 828 p. (ISBN 2-213-01685-2)
- Marcel Marnat, Maurice Ravel. Qui êtes-vous ? : l'hommage de la Revue musicale, décembre 1938, Lyon, Éditions de la Manufacture, 1987, 487 p. (ISBN 2-7377-0052-3)
- (en) Roger Nichols, Ravel, New Haven, US and London, Yale University Press, 2011, 420 p. (ISBN 978-0-300-10882-8)

#### Catalogues d'expositions
- François Lesure et Jean-Michel Nectoux, Maurice Ravel, Paris, Bibliothèque nationale, 1975, 78 p. (ISBN 2717712348, BNF 34570056, lire en ligne), p. 66-67
- Ravel Boléro : sous la direction de Lucie Kayas, Paris, Éditions de La Martinière-Cité de la Musique-Philharmonie de Paris, 2024, 216 p. (ISBN 979-10-401-2042-1) Ouvrage collectif, catalogue de l'exposition Ravel Boléro à la Philharmonie de Paris (3 décembre 2024-15 juin 2025) ; Pierre Korzilius (commissaire)

#### Correspondance, écrits, entretiens
- Maurice Ravel, Lettres, écrits, entretiens, réunis, présentés et annotés par Arbie Orenstein, Paris, Flammarion, coll. « Harmoniques / Écrits de musiciens », 1989, 642 p. (ISBN 2-08-066103-5)
- Maurice Ravel, L'intégrale : Correspondance (1895-1937), écrits et entretiens : édition établie, présentée et annotée par Manuel Cornejo, Paris, Le Passeur Éditeur, 2018, 1776 p. (ISBN 2-36-890577-4)

#### Articles, analyses, éditions scientifiques
- Collectif, Bolero, Linkebeek, Ravel Edition, 2018, 212 p. (ISMN 979-0-8037-6600-5) 
Manuel Cornejo, Vérités et contre-vérités sur sa genèse et histoire, p. II-XX
François Dru, Appareil critique, p. 111-137
- Collectif, « Hommage à Maurice Ravel », La Revue musicale, Paris,‎ décembre 1938 
Maurice Ravel (préf. Roland-Manuel), Esquisse autobiographique, p. 15-23
André Suarès, Ravel : Esquisse, p. 48-52
André Boll, La présentation décorative de l'œuvre de Ravel, p. 61-5
Arthur Honegger, Ravel et le Debussysme, p. 66-7
Fred Goldbeck, Les fées et les marionnettes, p. 152-54
Henri de Curzon, Le Bolero : Souvenirs de sa première exécution, p. 210
Joaquín Nin, Comment est né le Boléro de Ravel, p. 211-13
Willi Reich, Vienne : In memoriam Maurice Ravel, p. 275
Gustave Samazeuilh, Maurice Ravel en Pays Basque, p. 200-3
- Collectif, Maurice Ravel par quelques-uns de ses familiers, Paris, Éditions du Tambourinaire, 1939, 185 p. 
Émile Vuillermoz, L'Œuvre de Maurice Ravel, p. 1-95
- Collectif, Cahiers Maurice Ravel, t. 3, Paris, Séguier, 1987 (ISBN 9782840496731) 
Marcel Marnat, L'image publique de Maurice Ravel 1920-1937, p. 27-52
- Collectif, Cahiers Maurice Ravel, t. 18, Paris, Séguier, 2016, 212 p. (ISBN 9782840497226) 
Manuel Cornejo, Éditorial. « Bolérite » aiguë, p. 9-30
- (en) John Check, « Perfection of the life and the work: the case of Maurice Ravel. », The Sewanee Review, vol. 124, no 1,‎ hiver 2016, p. 68-78 (JSTOR 24770290)
- Serge Gut, « Le phénomène répétitif chez Maurice Ravel. De l'obsession à l'annihilation incantatoire. », International Review of the Aesthetics and Sociology of Music, vol. 21, no 1,‎ juin 1990, p. 29-46 (JSTOR 836895)
- Claude Lévi-Strauss, « « Boléro » de Maurice Ravel », Mythologiques, tome 4 : L'Homme nu, Paris, Plon, no d'édition,‎ 1997 (1re éd. 1971), p. 590-6 (ISBN 2-259-00347-8)
- (en) Edward Robinson, « The naive Ravel », The American Mercury,‎ mai 1932, p. 115-22 (lire en ligne)
- (en) L. Amaducci, « Maurice Ravel and right-hemisphere musical creativity : influence of disease on his last musical works ? », European journal of neurology, vol. 9, no 1,‎ janvier 2002, p. 75-82 (PMID 11784380)

#### Articles de presse et chroniques
- Tony Aubin, « Les Grands Concerts : Concerts-Colonne », Le Ménestrel, Paris,‎ 17 octobre 1930, p. 433 (lire en ligne)
- Paul Bertrand, « Impressions de Berlin », Le Ménestrel, Paris,‎ 21 novembre 1930, p. 490 (lire en ligne)
- Adolphe Boschot, « La Musique : Ballets de Mme Ida Rubinstein », L'Écho de Paris, Paris,‎ 26 novembre 1928, p. 4 (lire en ligne)
- Raoul Brunel, « À l'Opéra : Ballets de Mme Ida Rubinstein », L'Œuvre, Paris,‎ 25 novembre 1928, p. 6 (lire en ligne)
- Robert Brussel, « Les Concerts », Le Figaro, Paris,‎ 31 janvier 1930, p. 5 (lire en ligne)
- Robert Brussel, « Les Concerts », Le Figaro, Paris,‎ 14 octobre 1930, p. 5 (lire en ligne)
- Robert Brussel, « Les Concerts », Le Figaro, Paris,‎ 18 janvier 1932, p. 4 (lire en ligne)
- Jane Catulle-Mendès, « La Presse des spectacles : les Ballets de Mme Rubinstein », La Presse, Paris,‎ 5 décembre 1928, p. 2 (lire en ligne)
- (en) Olin Downes, « Toscanini causes furor with Bolero : Performance of Ravel's work, played for first time here, brings shouts and cheers », The New York Times, New York,‎ 15 novembre 1929, p. 30
- Albert Duret, « Le Mouvement musical à l'étranger : Monaco », Le Ménestrel, Paris,‎ 25 janvier 1929, p. 43 (lire en ligne)
- Nino Frank, « Maurice Ravel entre deux trains », Candide, Paris,‎ 5 mai 1932, p. 12 (lire en ligne)
- P.-B. Gheusi, « La Musique au Théâtre », Le Figaro, Paris,‎ 24 novembre 1928, p. 2 (lire en ligne)
- H. Gropper, « Le Mouvement musical à l'étranger : Autriche », Le Ménestrel, Paris,‎ 15 mars 1929, p. 127 (lire en ligne)
- Pierre Lalo et André Levinson, « À l'Opéra : Les ballets de Mme Ida Rubinstein », Comœdia, Paris,‎ 25 novembre 1928, p. 1 (lire en ligne)
- Louis Laloy, « Les Ballets de Mme Ida Rubinstein », Le Figaro, Paris,‎ 21 mai 1929, p. 1 (lire en ligne)
- Pierre de Lapommeraye, « Les Grands Concerts : Concerts-Lamoureux », Le Ménestrel, Paris,‎ 17 janvier 1930, p. 26-27 (lire en ligne)
- Paul Le Flem, « Bonnes journées pour la musique française », Comœdia, Paris,‎ 13 janvier 1930, p. 2 (lire en ligne)
- Paul Le Flem, « On fête Maurice Ravel à la Société des Concerts », Comœdia, Paris,‎ 13 octobre 1930, p. 2 (lire en ligne)
- Pierre Leroi, « Quelques confidences du grand compositeur Maurice Ravel », Excelsior, Paris,‎ 30 octobre 1931, p. 1 et 3 (lire en ligne)
- (en) Carlisle MacDonald, « Paris again hails Toscanini triumph : Ravel found in audience », The New York Times, New York,‎ 5 mai 1930, p. 27
- Henry Malherbe, « Chronique musicale », Le Temps, Paris,‎ 28 novembre 1928, p. 3 (lire en ligne)
- Jean Prudhomme, « Courrier des théâtres : les Premières », Le Matin, Paris,‎ 24 novembre 1928, p. 4 (lire en ligne)
- Florent Schmitt, « Les Concerts », Le Temps, Paris,‎ 20 janvier 1934, p. 3 (lire en ligne)
- Florent Schmitt, « Les Concerts », Le Temps, Paris,‎ 26 octobre 1935, p. 3 (lire en ligne)
- Florent Schmitt, « Les Concerts », Le Temps, Paris,‎ 13 mars 1937, p. 3 (lire en ligne)
- Florent Schmitt, « Les Concerts », Le Temps, Paris,‎ 21 janvier 1939, p. 3 (lire en ligne)
- Émile Vuillermoz, « La semaine des mécènes », Excelsior, Paris,‎ 26 novembre 1928, p. 2 (lire en ligne)
- Émile Vuillermoz et André Levinson, « Beriza et Rubinstein », Candide, Paris,‎ 29 novembre 1928, p. 15 (lire en ligne)
- « Maurice Ravel devant les Viennois », Comœdia, Paris,‎ 12 avril 1929, p. 3 (lire en ligne)
- « Le Bolero de Ravel et la presse américaine », Comœdia, Paris,‎ 8 décembre 1929, p. 2 (lire en ligne)
- « Programme des concerts : Grands concerts », Le Ménestrel, Paris,‎ 10 janvier 1930, p. 21 (lire en ligne)
- « Théâtres : À l'Opéra : les ballets de Mme Ida Rubinstein », Le Temps, Paris,‎ 24 novembre 1928, p. 4 (lire en ligne)
- « Théâtres : Ce soir », Le Temps, Paris,‎ 17 mai 1929, p. 4 (lire en ligne)
- (en) « The Theatres : French Ballets and Plays », The Times, Londres,‎ 2 juillet 1931, p. 12 (lire en ligne)

#### Ouvrages littéraires
- Jean Echenoz, Ravel, Paris, Les Éditions de Minuit, 2006, 123 p. (ISBN 2-707-31930-9)
- J. M. G. Le Clézio, Ritournelle de la faim, Paris, Gallimard, coll. « Folio », 2010, 224 p. (ISBN 2-070-41701-8)

#### Documents audiovisuels
- Michel Follin et Christian Labrande, La passion Boléro : Maurice Ravel, Arte France, 2007
- Fabien Caux-Lahalle, Qui a volé le Boléro de Ravel?, documentaire 2016.